# Українська скульптура

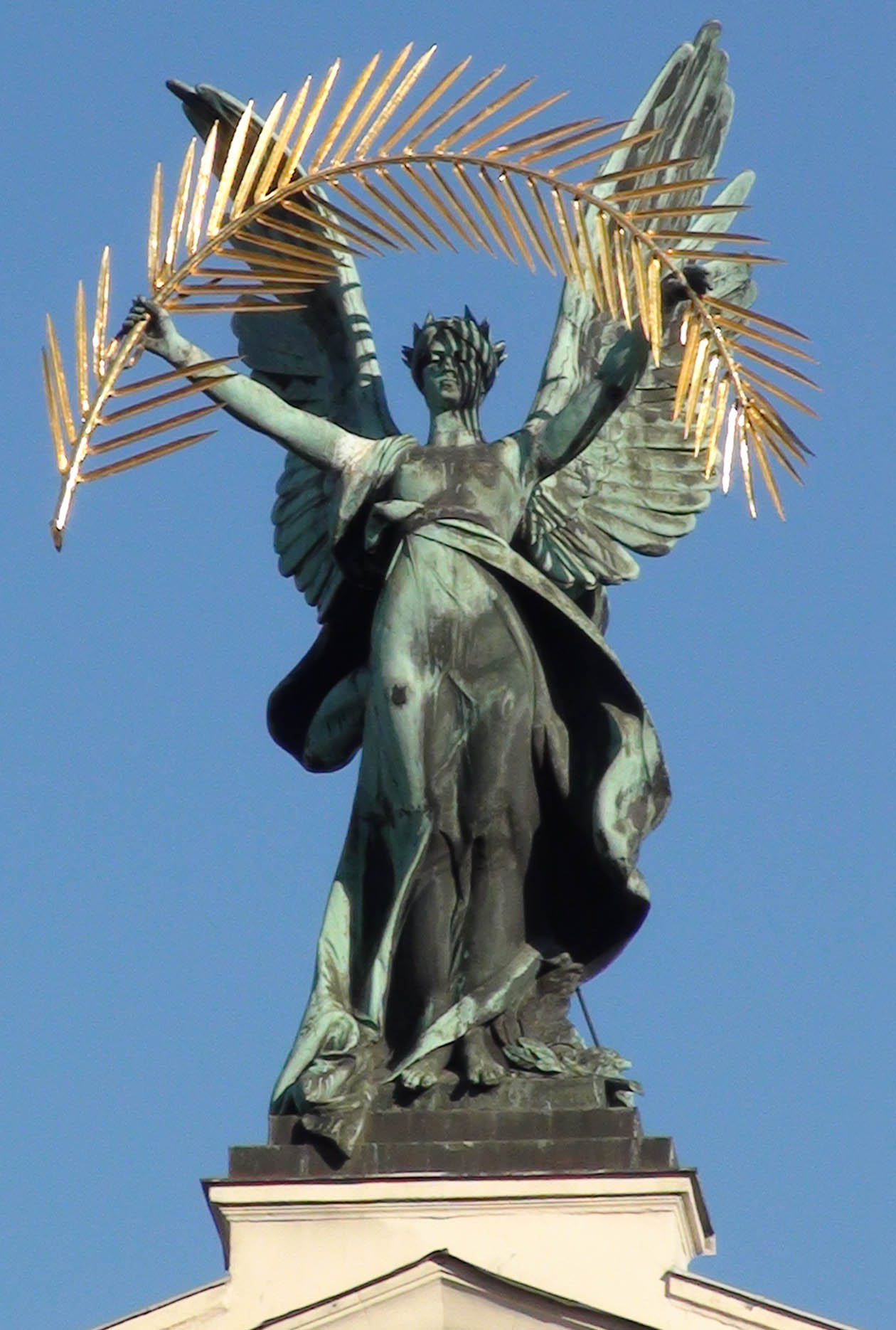
Петро Війтович. «Слава» на фронтоні Львівського оперного театру.

Ск. Роман Вільгушинський. Пам'ятник Іоану Георгію Пінзелю (Бучач), 2014 р.

## Рельєфи доби Київської Русі
Значну роль у внутрішньому оздобленні Софійського собору в Києві (окрім фресок і коштовних мозаїк) відігравали різьблені панелі-рельєфи. Як сировину використовували шифер та мармур. Найближчі поклади каменю, легкого в обробці, знайшли поблизу міста Овруч, звідки везли пірофілітовий сланець (шифер). Овруцький камінь йшов на тесані архітектурні деталі (карнизи), підлоги з мозаїками, парапети галерей центральної нави собору та кам'яні саркофаги князів. На хорах храму зберіглося десять панелей з овруцького каменю, а дві відсутні — створені з дерева. Чільні боки панелей, повернуті у простір головної нави, прикрашені складним плетивом. Геометричний центр панелей зазвичай відведено заокругленій розетці, облямованій плетивом чи вінком з листям. Розетка — або орнаментальна, або з зображенням орла. Плетиво стрічки не має кінців, утворюючи складний візерунок хвилястих ліній, кілець, складних симетричних вузлів. Одна з панелей має стрічку, що утворює математично правильні дванадцять ділянок, схожих на ділянки східних арабських килимів.
Рельєфні зображення риб та кипарисів, лози з гронами винограду і хрестів спрощеного малюнку знайдені на князівських саркофагах. Руйнації і пограбування Києва 1240 року, занепад храму в 14-15 століттях мало сприяли збереженню як мозаїк і фресок храмів, так і оздоб-рельєфів. Були пограбовані і князівські саркофаги. Так, саркофаг, знайдений в Михайловському Золотоверхому соборі, втратив кам'яну кришку і був порожнім. Другий кам'яний саркофаг був знайдений під час розкопок зруйнованої Десятинної церкви, створення якого датують 10 століттям. Найбільш збереженим виявився мармуровий саркофаг, який пов'язують з похованням Ярослава Мудрого. Зовні саркофаг нагадує давньогрецький храм з двосхилим дахом. Площини «даху» розділені на окремі прямокутні ділянки, тло який займають хрести з лозами винограду, птахи біля басейну і стилізованих дерев. Один з боків цього саркофагу підніс сюрприз — його площина несе лише графічний малюнок майбутнього рельєфу, який не встигли створити. Це ще одна вказівка на те, що саркофаги та різьблені парапети виготовляли саме в Києві, а не привозили здалеку. Здалеку могли запросити лише майстерного митця — різьбяра. Довжина мармурового саркофагу дорівнює 236 см, а висота разом з кришкою — 181 см.
Унікальним експонатом Музею Михайлівського Золотоверхого собору стала панель з червонувато-фіолетового шиферу з рельєфом святого воїна-вершника, ім'я якого не встановлене. Рельєф знайдено під час розкопок на території давнього Михайлівського монастиря в Києві.

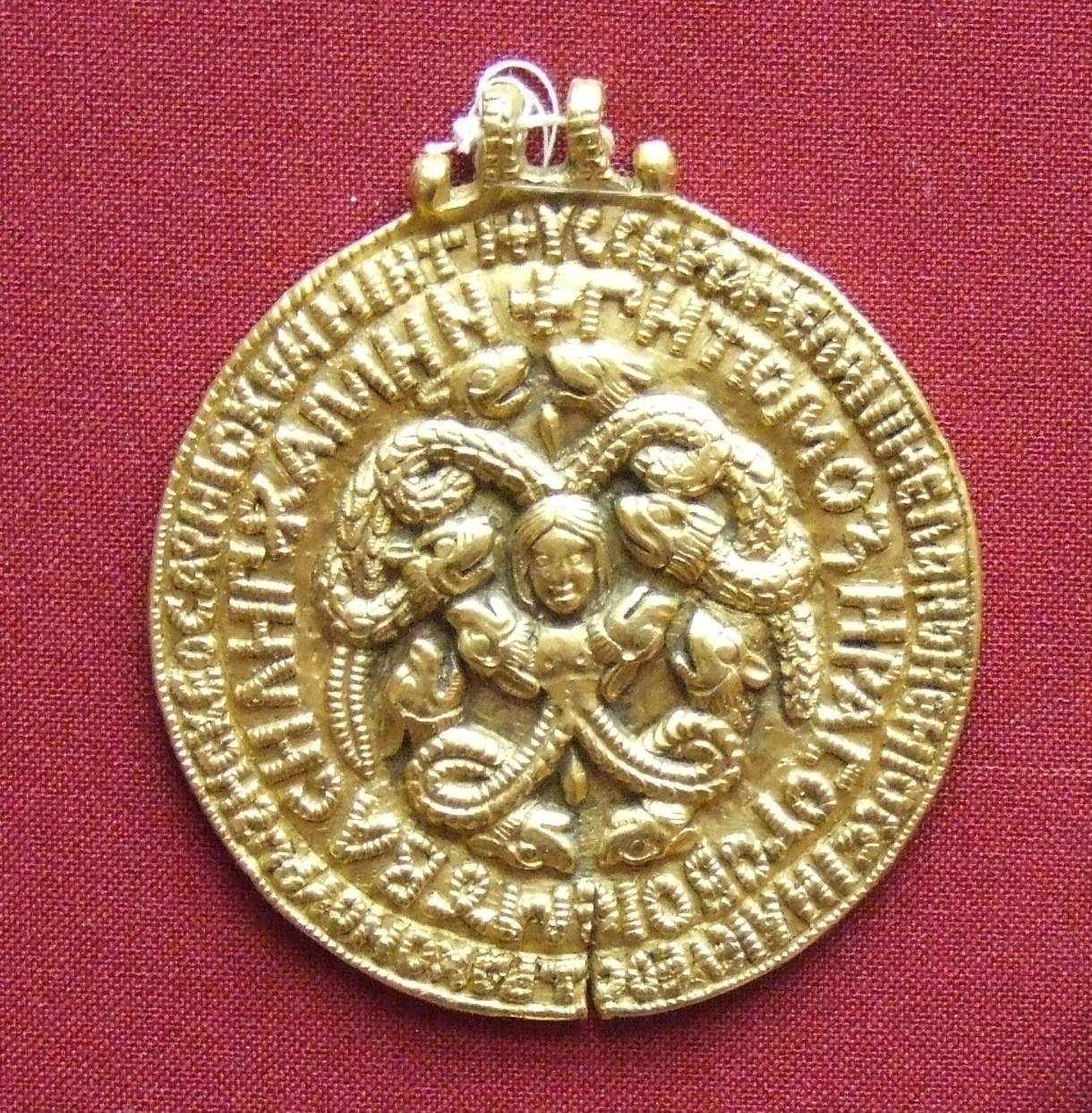
Змійовик, 11 століття, Київ, золото, карбування, 7,8 х 7,4см. Російський музей, Санкт-Петербург
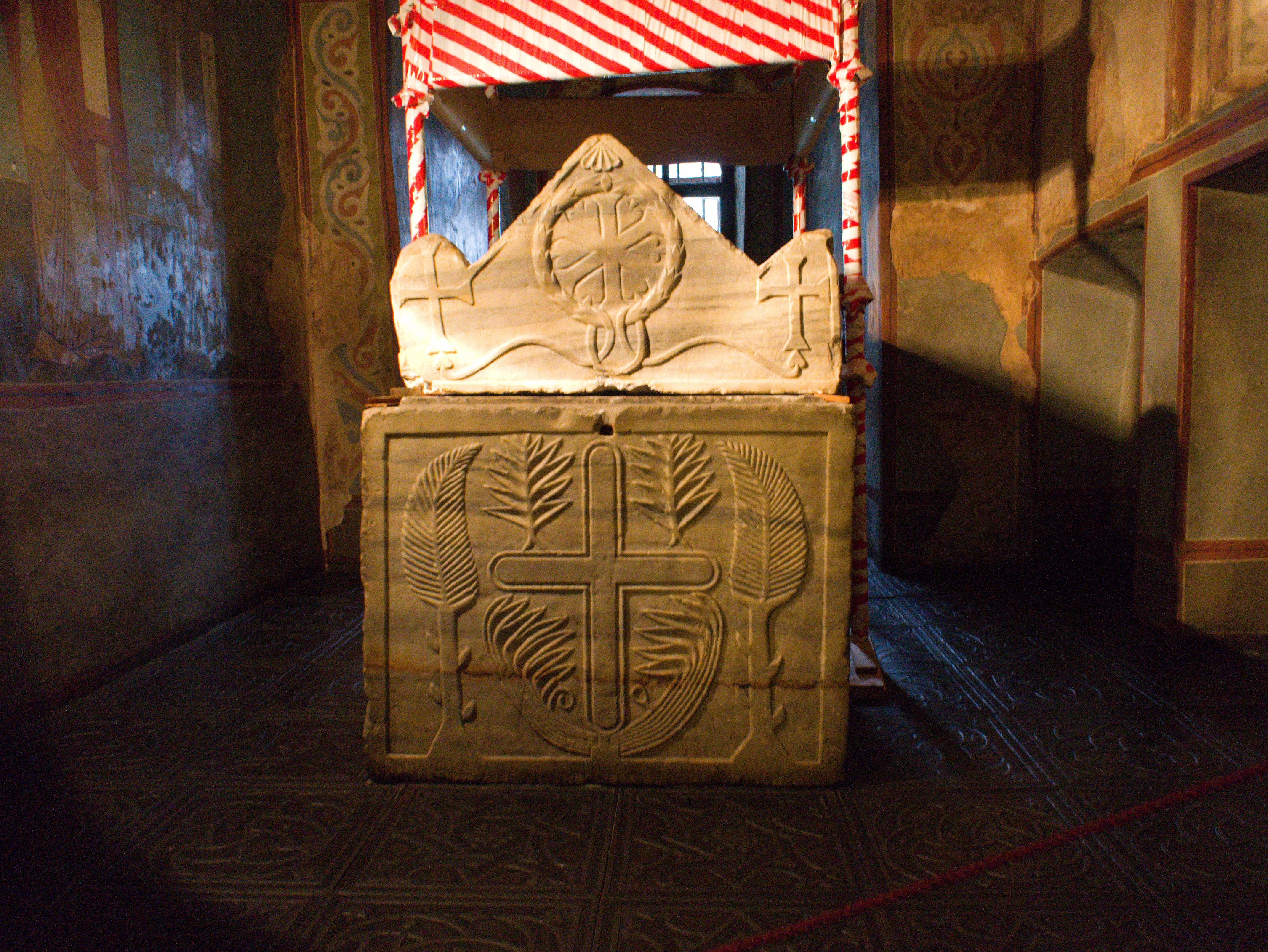
Саркофаг князя Ярослава Мудрого
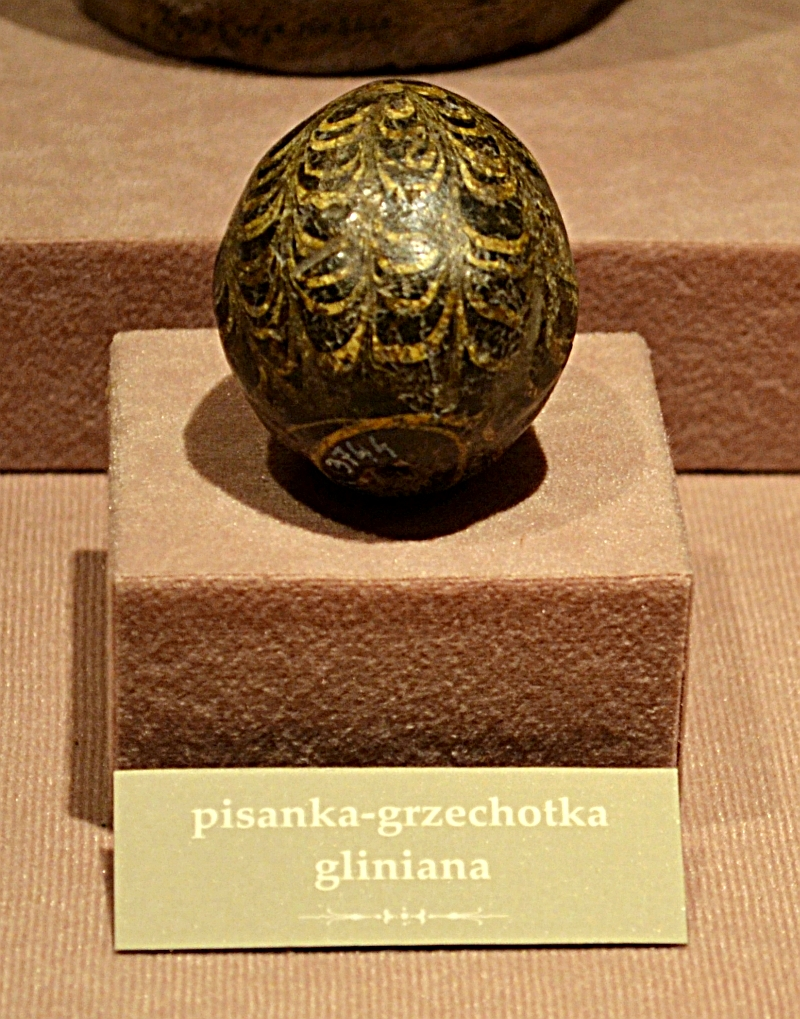
Керамічна писанка знайдена у староруському городищі села Підгірці на Львівщині. ХІІ століття
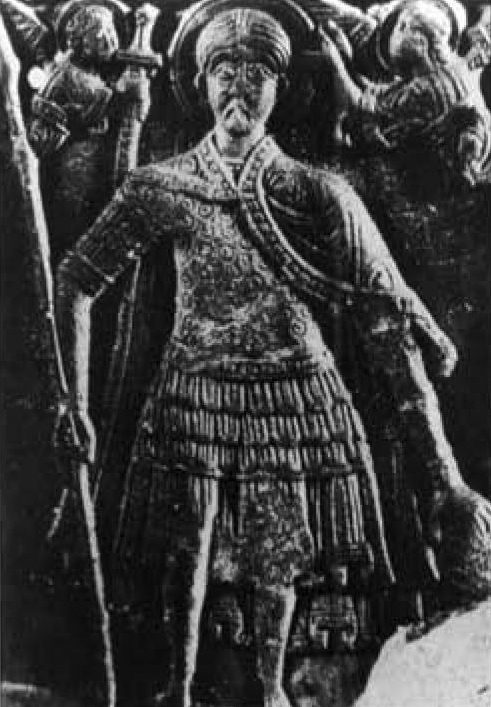
Кам'яна ікона святого Димитрія. Початок ХІІІ століття

## Два рельєфи з Берестова
Князівське село Берестове було розташоване на північному заході від Печерська. Ймовірно, воно було затишним і безпечнішим за Верхній Київ. Згодом сюди перенесли князівську резиденцію та вибудували церкву Спаса.  Князівський палац і церкву неодноразово руйнували під час війн. Так, відомо, що 1640 року Петро Могила, київський митрополит на той час, дав наказ відбудувати західну частину церкви Спаса на Берестові.
Розкопки в 20 cт. дозволили знайти в колишньому селі Берестові два прямокутні рельєфи з шиферу, що привернули увагу. Рельєфи мали не біблійну, а світську тематику. Розгадка сюжету одного не мала проблем. Старовинний різьбяр подав зображення Самсона (або Геракла ?), що роздирав пащу лева біля схематично відтвореного дерева. Більше питань викликав другий. На візку була подана жіноча фігура, а візок тягла пара левів, спокійних і неагресивних. За припущеннями, жінка — богиня Кібела. Світський характер рельєфів породив гіпотзу, що шиферні рельєфи були частиною декору князівського палацу або були створені під час весілля когось з князівської родини. Із Самсоном могли ототожнювати чоловіка, а з нареченою - жіночу особу.
Аналіз рельєфів виявив ознаки, характерні для обробки деревини, в цьому випадку перенесені на камінь. Обидва рельєфи непогано збережені, датовані 11-12 століттями, не мають ніяких декоратиних орнаментів. Передані до музею Києво-Печерської лаври.

## Меморіальна скульптура Пізнього Відродження і маньєризму на західних землях
Меморіальна скульптура Пізнього Відродження і доби маньєризму отримала поширення на західних українських землях у 16 столітті, бо саме там найчастіше стикалися з новими віяннями та новими ідеями, що йшли від контактів як з явищами італійської культури, так і безпосередньо з митцями Італії чи північних країн, що теж проходили етап Віжродження. Так, Львів цього часу став місцем культурного перетину ідей і традицій італійської, німецької, фламандської та слов'янської культур. Переважали італійські впливи як свідоцтво високого рівню тогочасної Італійської культури, що пройшла тисячолітній шлях розвитку і накопичила значні ремісничо-технологічні і мистецькі знахідки. Львівська ренесансна меморіальна пластика йшла в межах стилістики, розробленої у місті Венеція архітектором і скульптором Сансовіно.
Померлий з багатих родин подається лежачі на саркофазі у стані містичного сну. Зазвичай його фігуру облямовують архітектурою — колонами, фронтонами, рустикацією. Фронтони могли мати складний, фігурний вигляд, а надгробок супроводжували герб родини, військова арматура (зброя, прапори, лицарські обладунки в чоловічих надгробках), хрести, молитовні пози, біблія (в жіночих похованнях) і пишні надгробкові епітафії. Написи найбільш цікаві, бо дозволяють точно ідентифікувати померлого, його вік і стан. Завдяки рятувальній діяльності, яку провів український мистецтвознавець Возницький Борис Григорович, для українського народу збережено низку надгробків від 16 до початку 19 століть. Серед збережених:
- надгробок дітей Даниловичів з Жидачева
- надгробок Йоанна та Катерини Гербуртів
- надгробок дітей Понінських тощо.

Унікальним став врятований надгробок Олександра Ванка Лагодовського (1573 року). На саркофазі відтворено фігуру немолодого Лагодовського в лицарських обладунках під пишним архітектурним балдахіном. Надгробок має епітафію, текст якої написано кирилицею, що вказівка на його місцевий, український характер.
До рідкісних зразків пишних надгробків цього періоду належить і надгробок князя Костянтина Острозького, встановлений в Успенському соборі 7 серпня 1579 року в Києві. Але видатна меморіальна пам'ятка була остаточно зруйнована 1941 року. Маємо лише невдалу копію у Московському Державному історичному музеї та фотофіксацію.
Надгробки та фахова скульптура початку 17 століття несуть відчутні впливи Фландрії. Так, відомо, що у Кенігзберзі в середині 16 століття робив надгробки фламандець Корнеліс Флорис де Вріндт (1513/14 — 1575). Відомо, що саме у Львові оселились втікачі з Кенігзберга, майстри — різьбяри та скульптори. Серед львівських майстрів початку 17 ст. — скульптор Ян Пфістер, що працював в стилі фламандсько-німецького маньєризму. Пфістер використовував як різьбу по дереву, так і гіпс. Саме Пфістер створив оздоби каплиць Кампіанів та Боїмів, а також надгробки в костелі Бережанського замку на сучасному Тернопіллі. Серед врятованих від знищення надгробків — саркофаг з фігурою Катерини Сенявської у вигляді її небесної покровительки — Св. Катерини.
Впливи художньої манери Пфістера має і різьблений вівтар з груповим портретом городян Львова, датований 1627 роком і створений його послідовником.

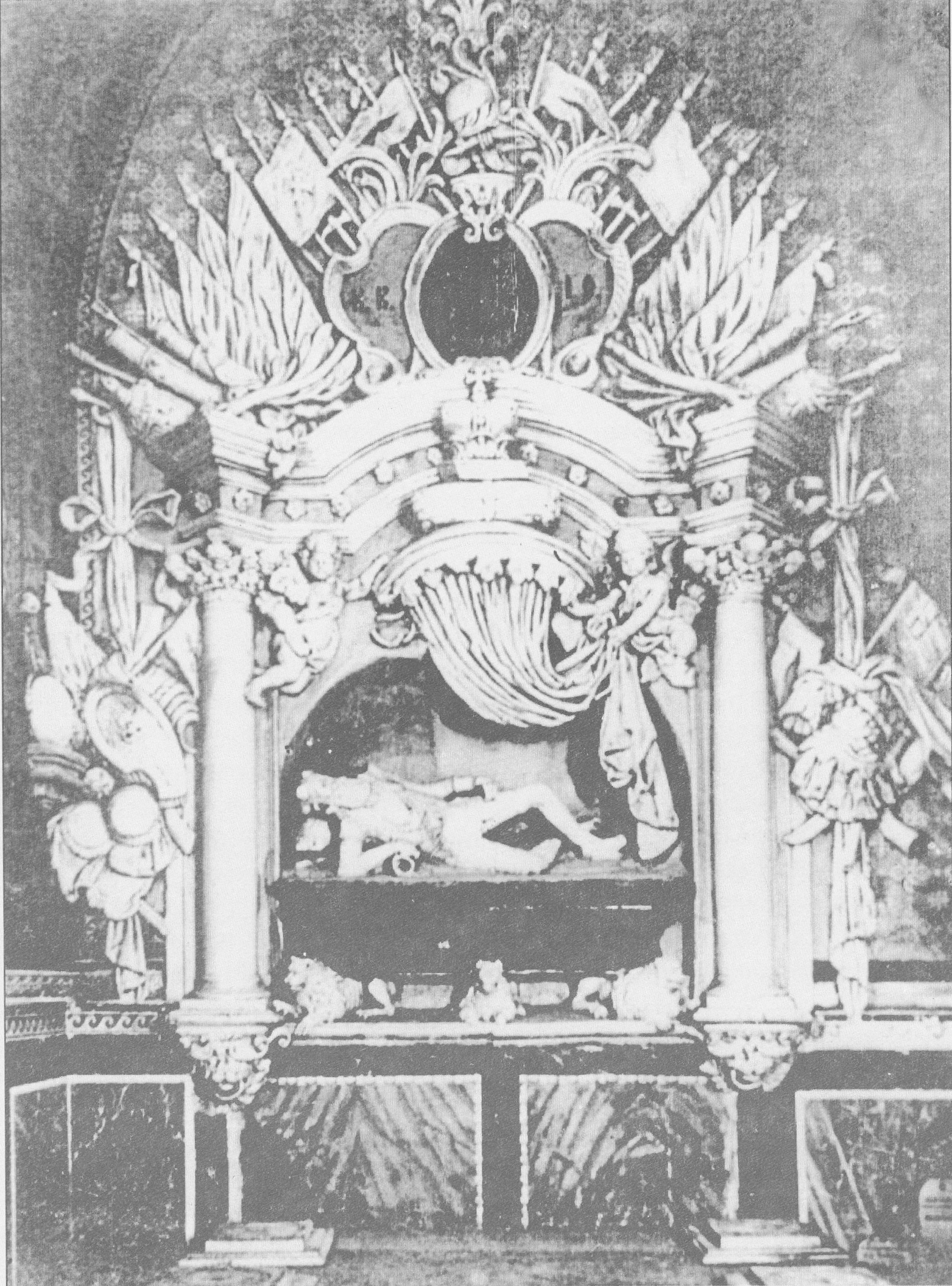
Надгробок князя Костянтина Острозького, 1579, фото знищеної пам'ятки
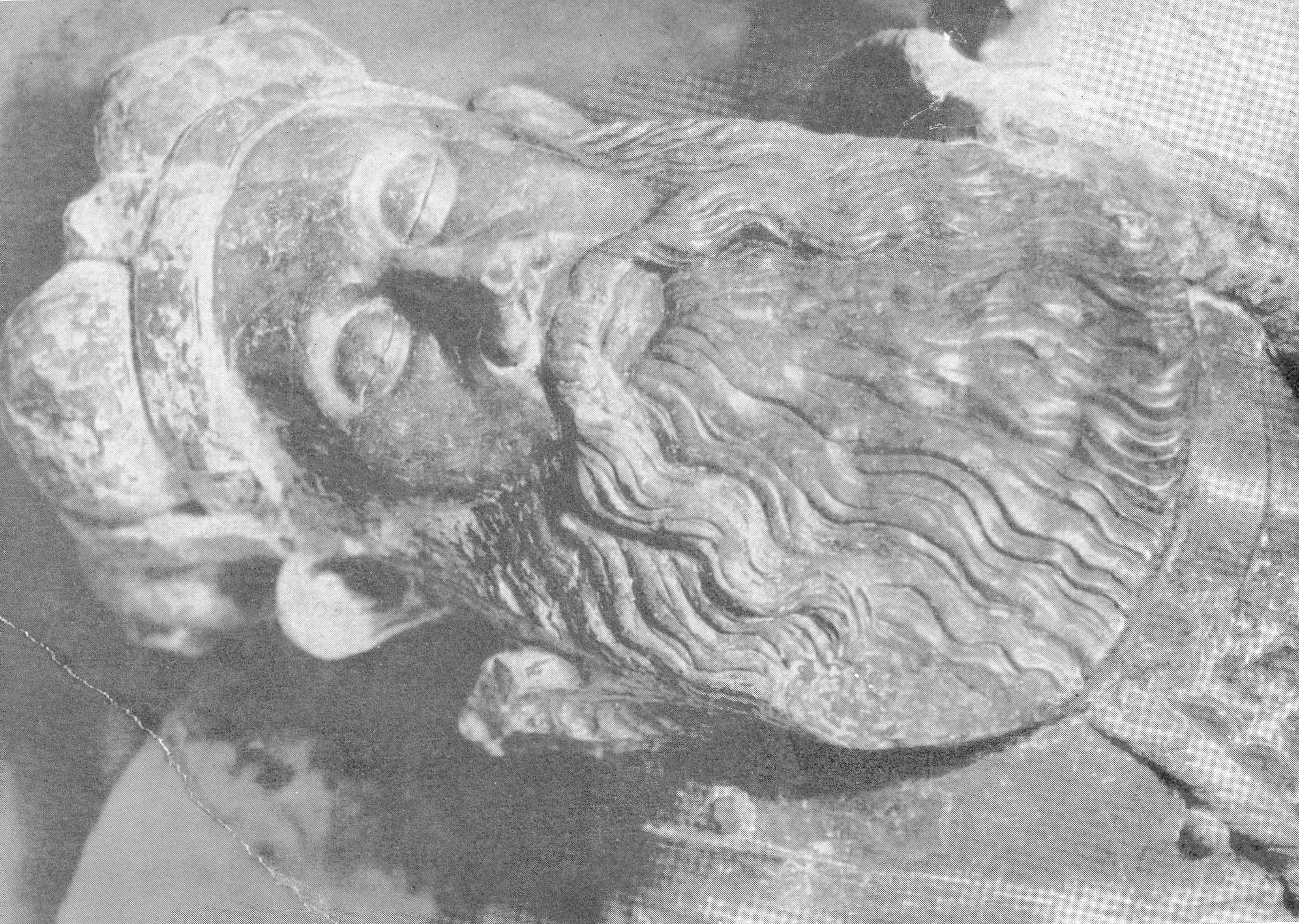
Голова Костянтина Острозького. Фрагмент скульптури
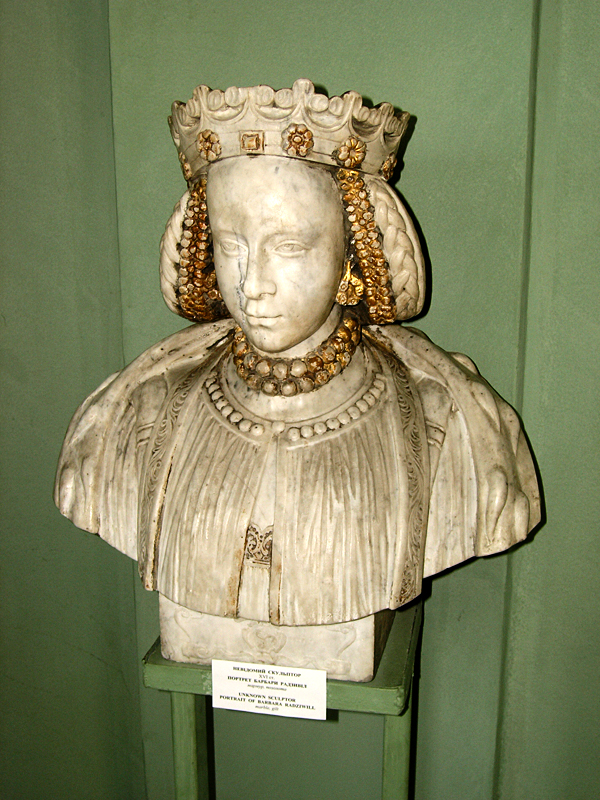
Погруддя польської королеви Варвари Радзівілл, Олеський замок, мармур, фарбування
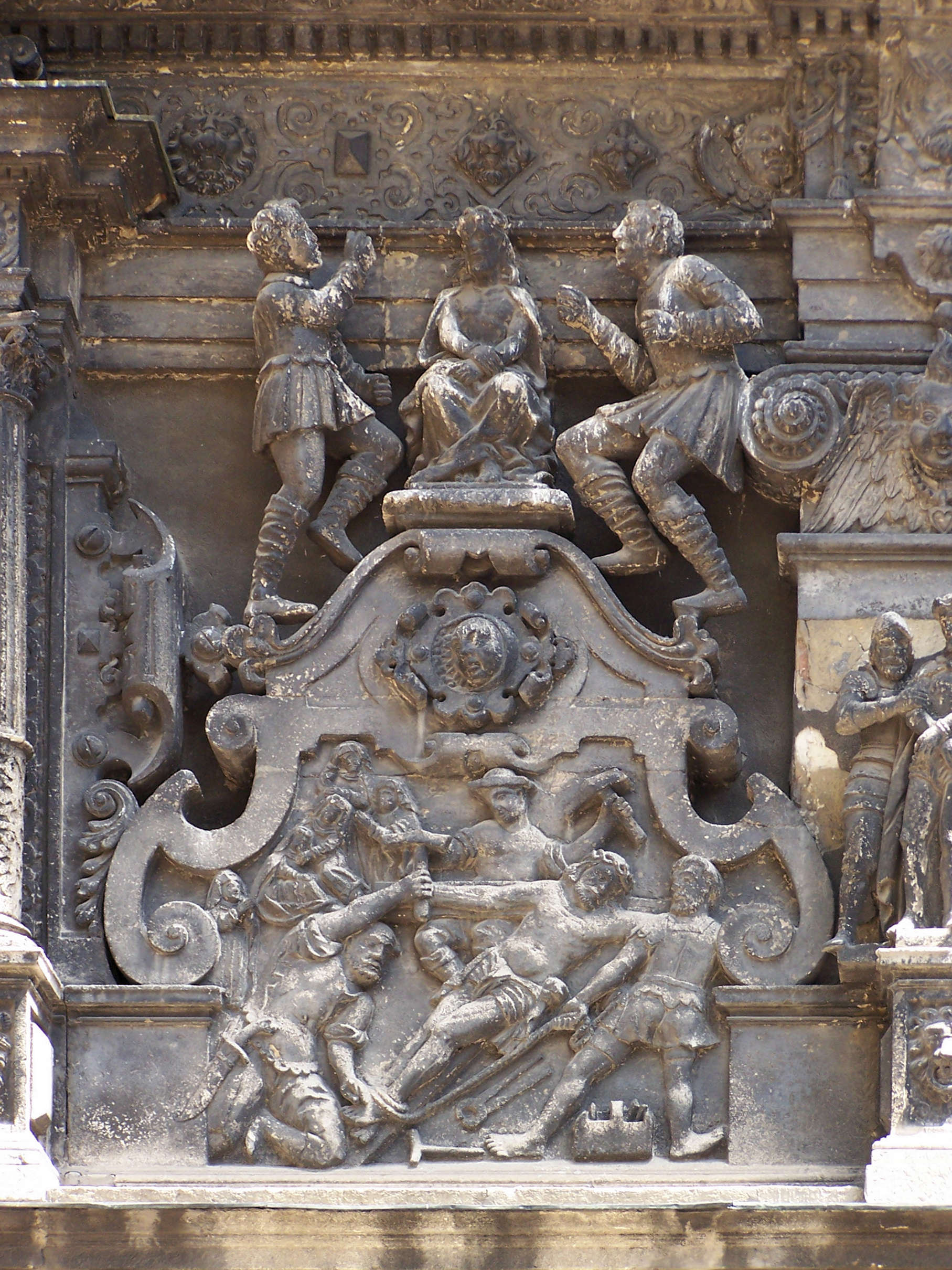
Каплиця Боїмів, рельєф «Зняття з креста»
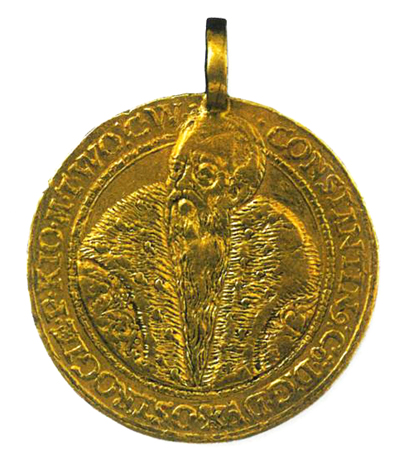
Медаль на честь кн. Василя Костянтина Острозького (литво, золото, аверс), до 1616, Ермітаж, Санкт-Петербург
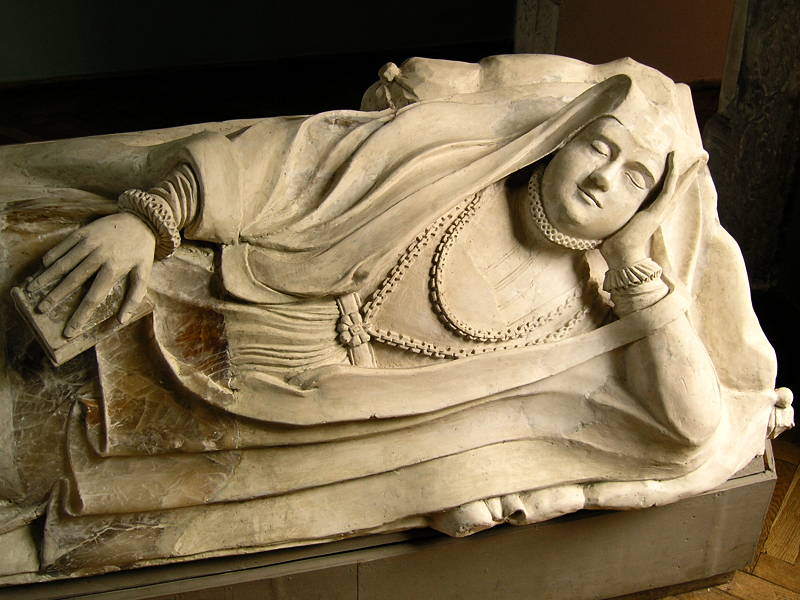
Надгробок Анни Сенявської, Олеський замок
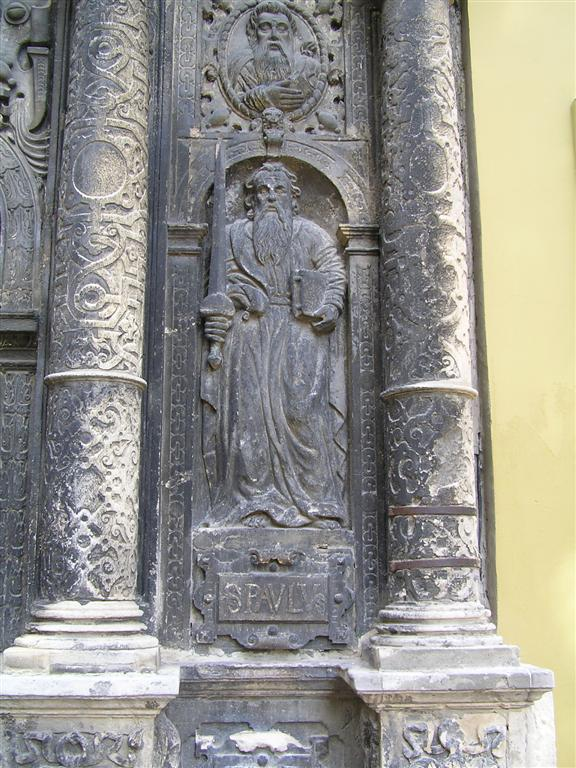
Апостол Павло, каплиця Боїмів, Львів, рельєф.

## Скульптура доби бароко і рококо

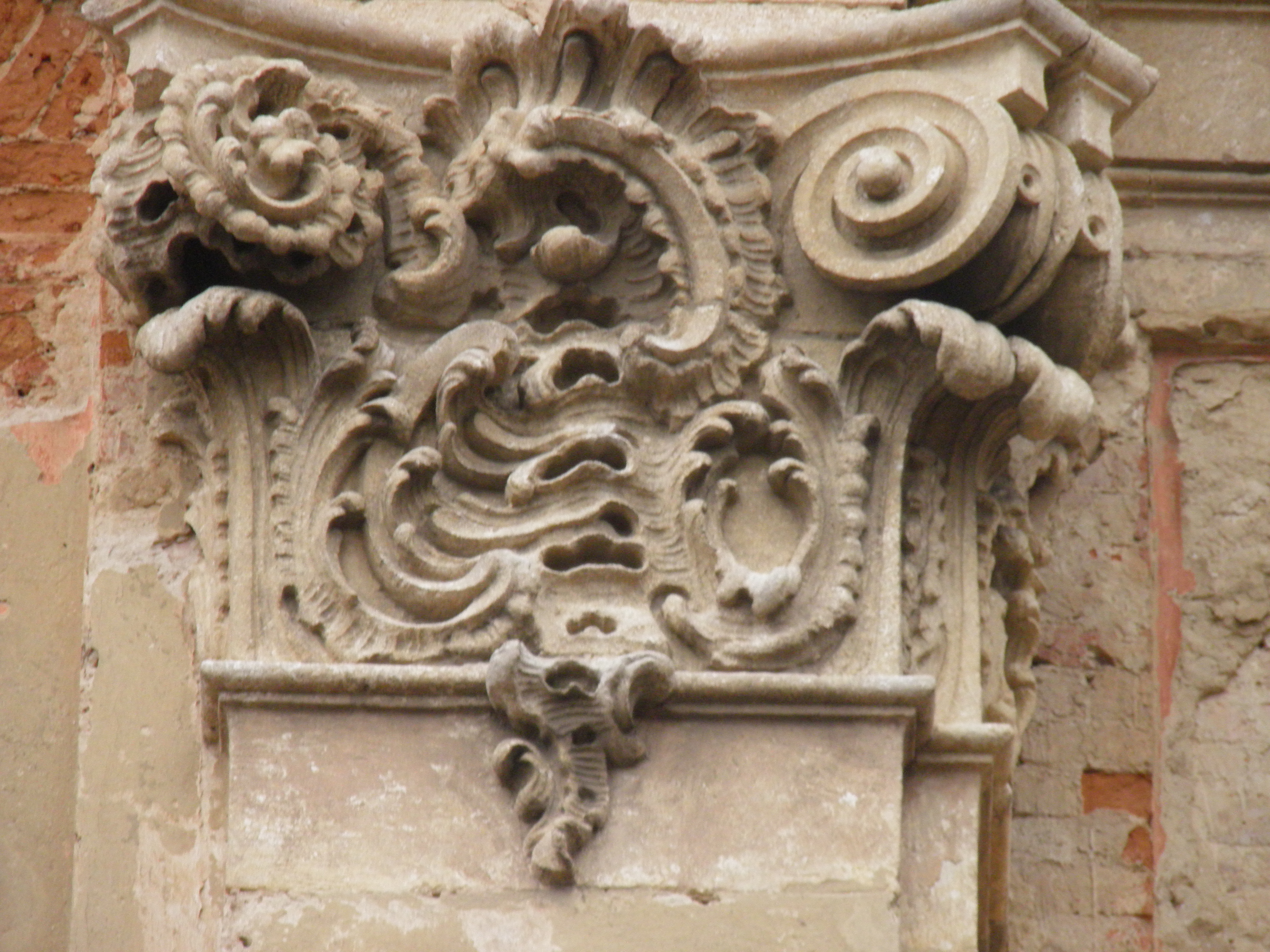
Барокова капітель у поруйнованому костелі Всіх Святих, Годовиця, Львівська область.

Крім скульпторів, різьбярів каменю, працювали в Західній Україні також скульптори — конвісарі або людвісарі. Так називалися відливачі з металу. Головним центром ремесла й мистецтва в добу бароко в Україні зоставався Львів. Одною з більше відомих львівських майстерень була майстерня родини Франковичів, що майже ціле XVII ст. переходить від одного члена роду до другого. Франковичі відливали в своїй майстерні найбільше дзвони та гармати, іноді з дуже вибагливими та артистичними орнаментами, але виготовляли також і самостійні металеві скульптури. Основоположник родини Юрій Франк або його син Каспер Франковим були авторами доброї статуї крилатого, закованого в броню архістратига Михаїла, що побиває списом дракона (про якого мова була вище). Наприкінці XVII ст. майстерня Франковича перейшла до Юрія Лотрйнга. З того часу у львівському Промисловому музеї збереглася артистично виконана праця, що представляє дельфіна з гербом міста Львова, тобто з левом у брамі. Остання артистична праця львівського людвісарства відома досі, це — сім апостолів, і де збереглися в тому ж Промисловому музеї з 1740 р. Після цього артистичних праць львівського людвісарства чи конвісарства не з'являлося, й традиція цього старого львівського мистецтва, здається, увірвалася.
У Східній чи Центральній Україні, де скульптура набула деякого значення головним чином як декорація пишної архітектури козацького бароко, вона різниться більше матеріалом скульптури, ніж стилем виконання. Коли в Західній Україні скульптори різьби працювали головно в камені, майстри козацького бароко різали переважно з дерева. Різали цілі постаті й рельєфи, іноді складні композиції. В музеї Харківського університету перед війною збереглася ікона, різьблена високим рельєфом, що представляла розп'яття, сцени страстей, Інші алегоричні персонажі і 12 апостолів вряд, і все це досить свіжої й артистичної праці. З дерева різали виносні хрести з рельєфно різаним розп'яттям та іншими сценами, але це більше відноситься до дрібної скульптури, що сусідить із сніцерстизом. Ще більше, ніж фігуральна скульптура, в Центральній та Східній Україні розвинулася орнаментальна дерев'яна різьба: обрамлення ікон, вівтаря і навіть цілі іконостаси. Якраз у добу бароко іконостаси, що раніше в церквах були невисокі, розвинулися в цілу багатоярусну стінку, що перегороджувала церкву, підіймаючися вгору аж до висоти найвищої церковної бані. Барокові багатоярусні іконостаси іноді являли собою густо різьблені високі стіни, що складалися з колон, арок, архітравів, які разом із тим служили обрамуванням ікон, але при тому пишалися іноді тонкою вибагливою різьбою. До революції вцілів розкішне різьблений іконостас в одному з бічних притворів Софійського собору в Києві з 1689 р. Самі іконостаси в добу бароко стали незвичайно вибагливими й фантастичними. Поділи на ряди чи яруси ікон ошатною різьбою часто проводилися не рівними поземними лініями, але зигзагуватими, що підіймалися та спускалися й виступали вперед та відступали назад, так що й сам іконостас одними частинами виступав на церкву, іншими — відступав у глибину до вівтаря. Різьба іконостасів часто бувала позолочена і справляла враження тонкої й вибагливої мистецької праці. Київські сніцері також осягали великої артистичної вмілості в срібних виробах риз для ікон, оправ на євангеліях.

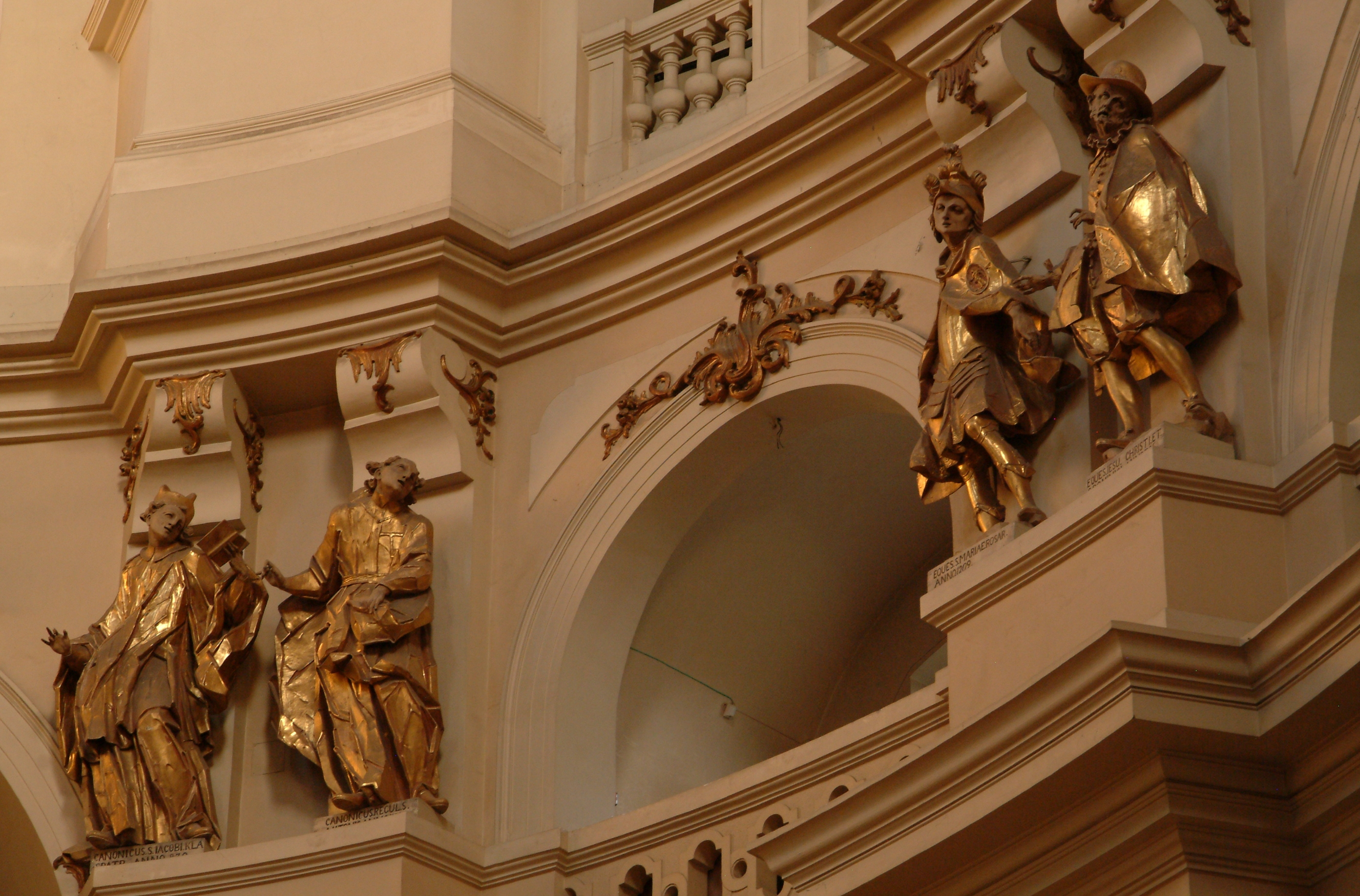
Дерев'яна золочена скульптура доби рококо. Домініканський собор (Львів)
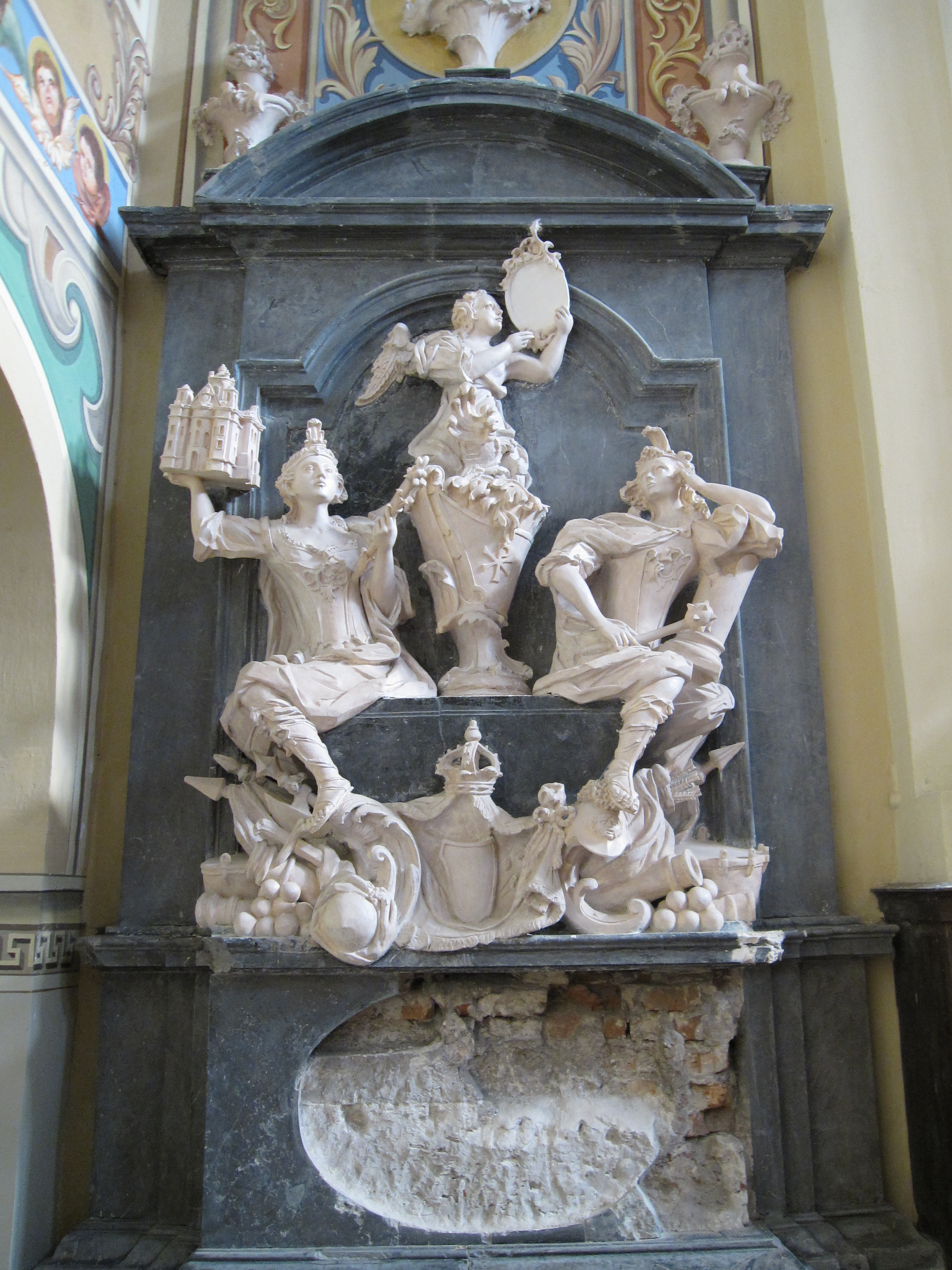
Колишній Домініканський костел, Жовква. Надгробок роботи Андреаса Шлютера
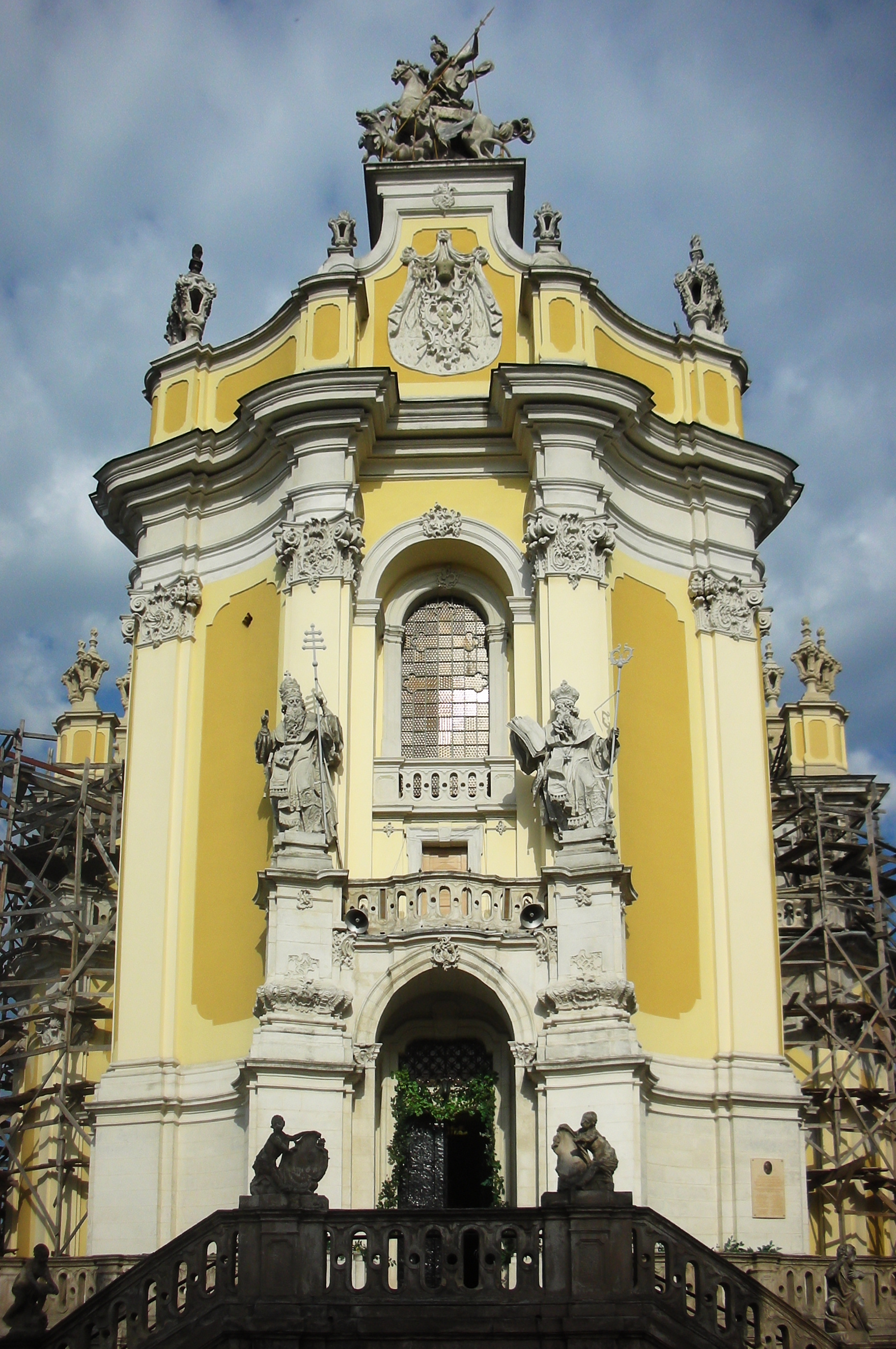
Церква Св. Юра, Львів, скульптурне оздоблення фасаду роботи Пінзеля
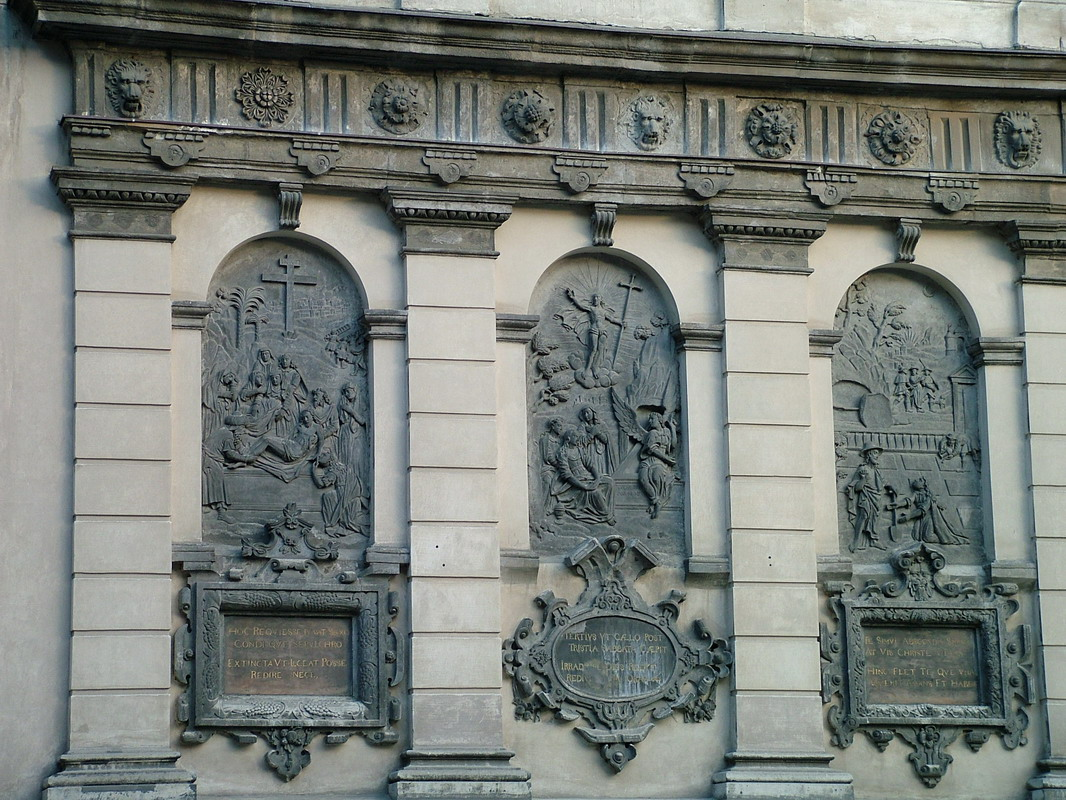
Каплиця Кампіанів, рельєфи на біблійні теми на фасаді. Львів
Костел Воздвиження Чесного Хреста (Берездівці). «Проповідниця у вигляді човна з вітрилом », невідомий кінця 18 ст., фото 1920-хх р. з твору кінця 18 ст.
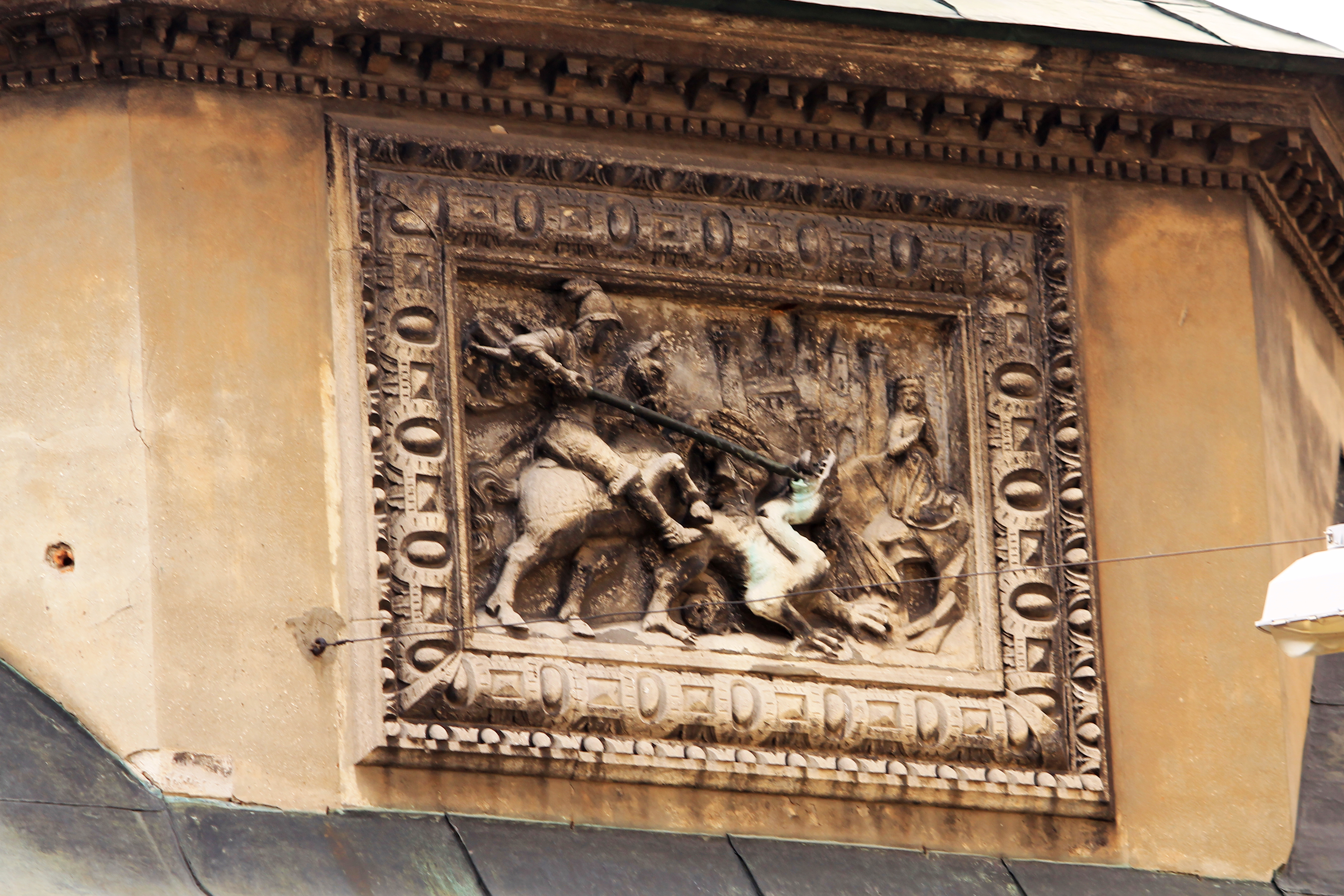
Фасад каплиці Боїмів. «Георгій змієборець» в маньєристичній рамі, фасад.

## Різьблені іконостаси в Україні

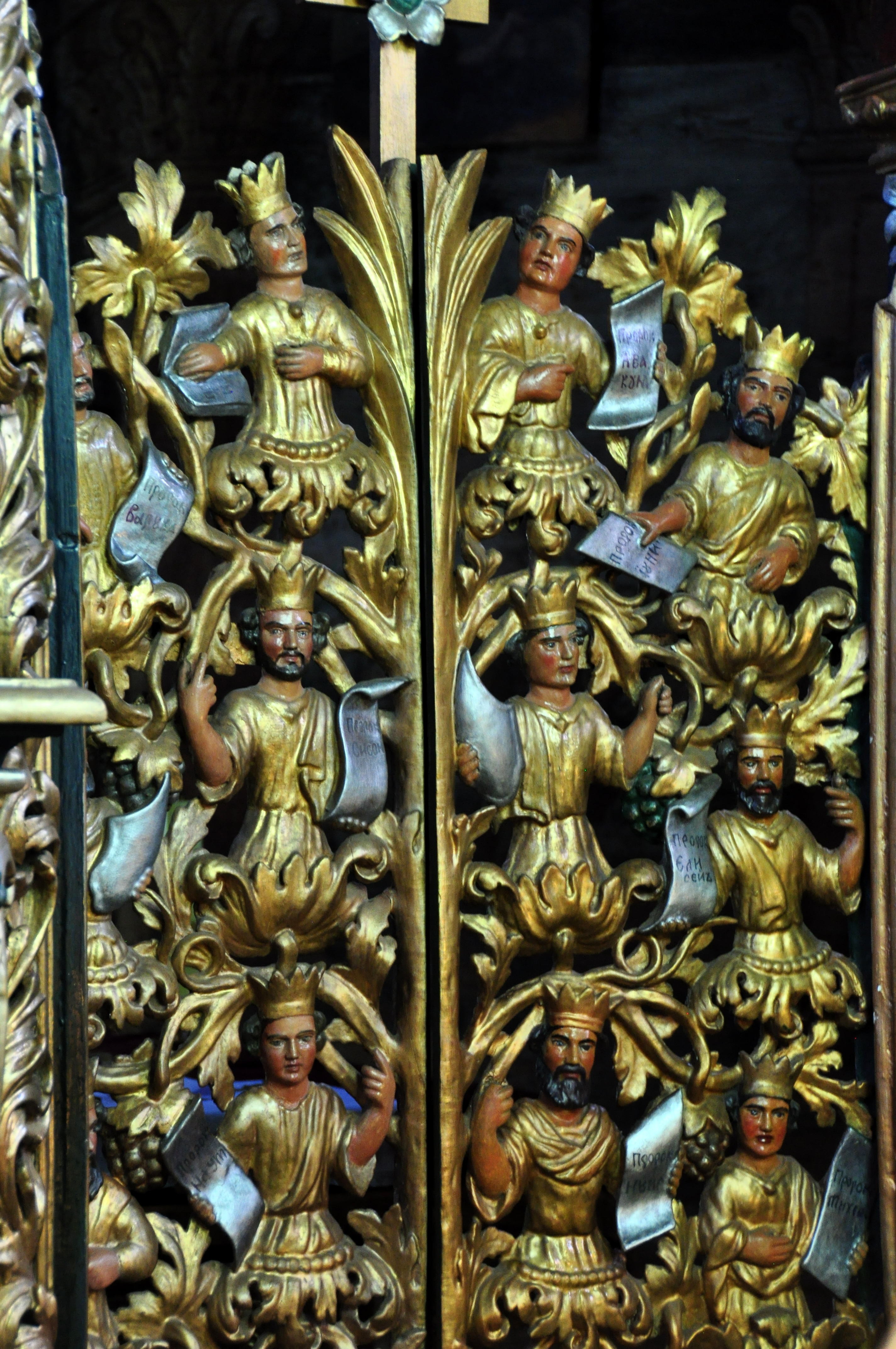
Церква Святої Трійці (Жовква). Царські врата. Різьблення Ігнатія Стобенського. Поч. 18 ст.
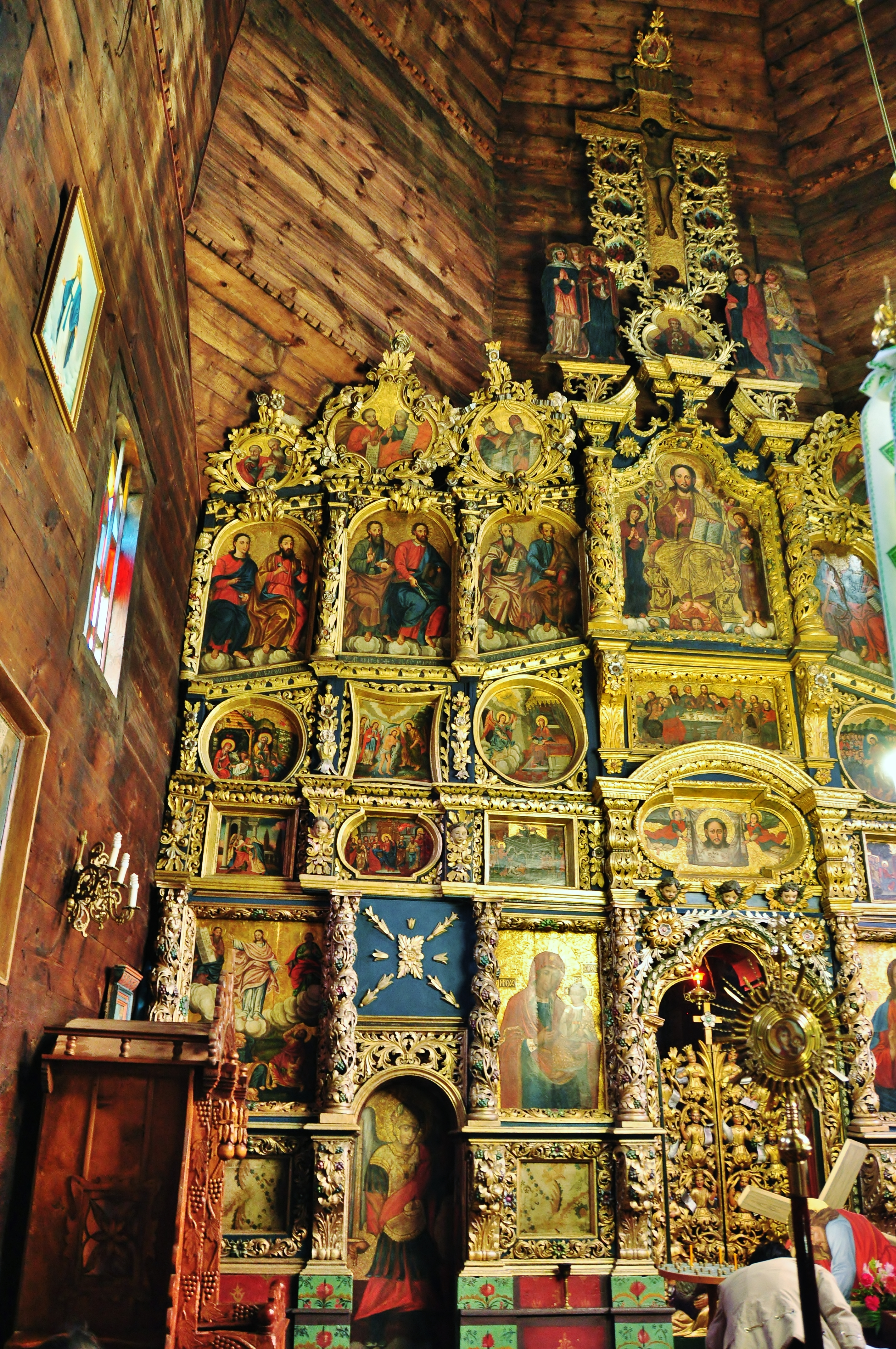
Церква Святої Трійці (Жовква), Львівська область, Жовківський район
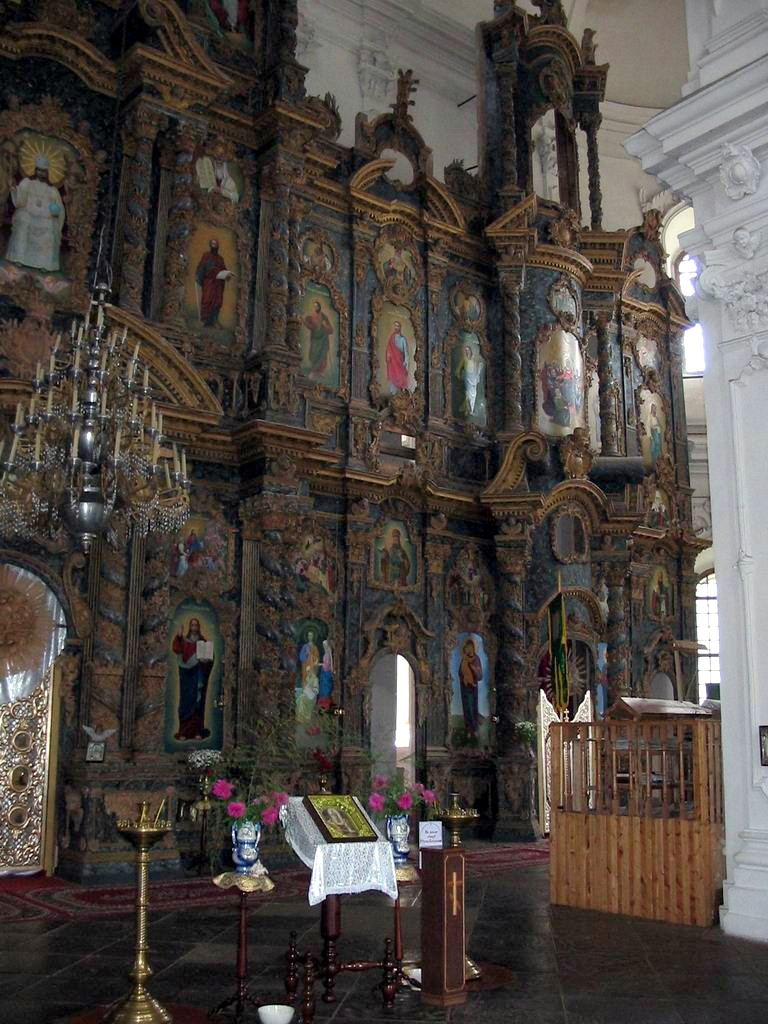
Собор Різдва Богородиці (Козелець), Чернігівська область
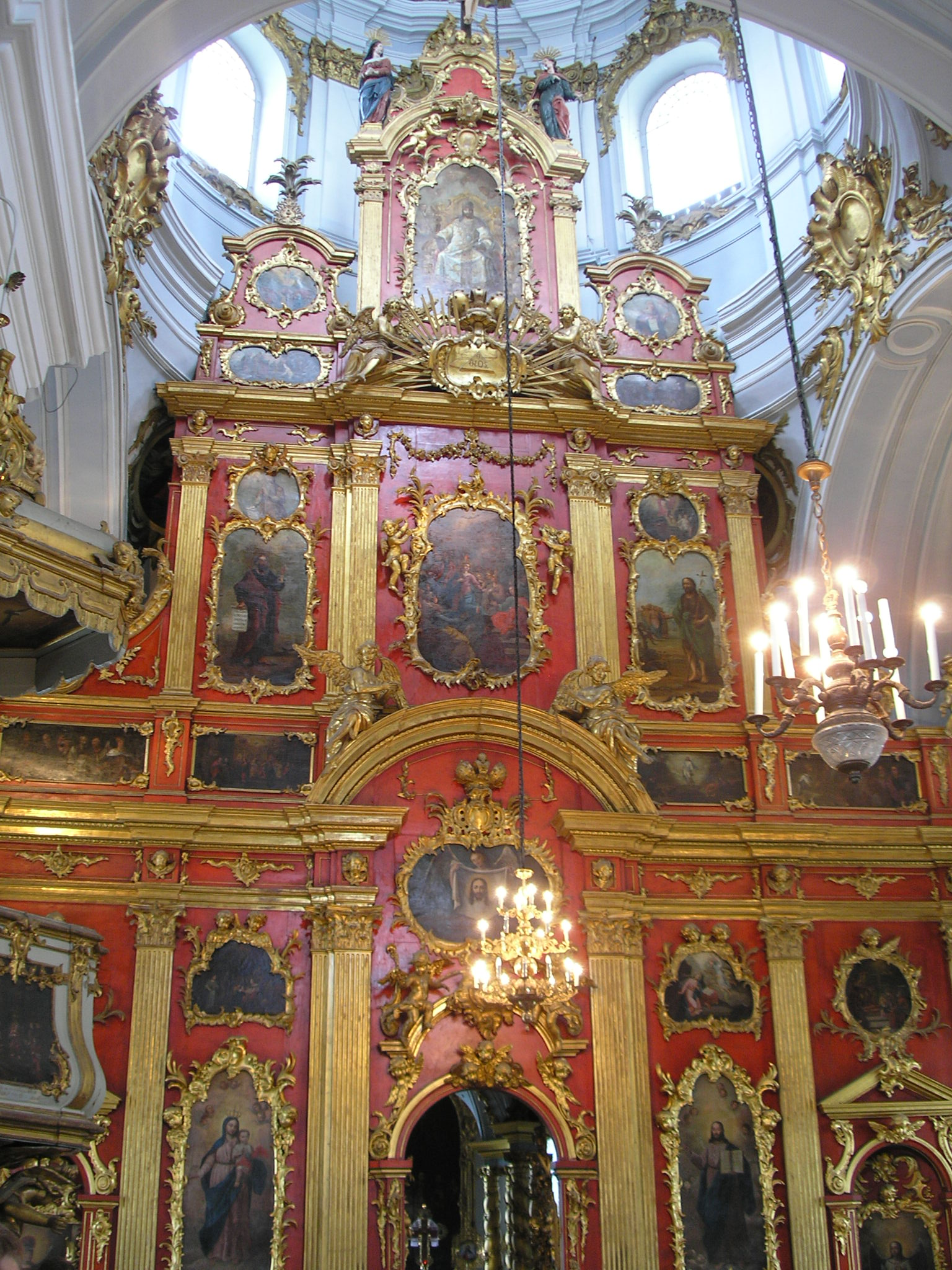
Андріївська церква, Київ

## Твори Пінзеля

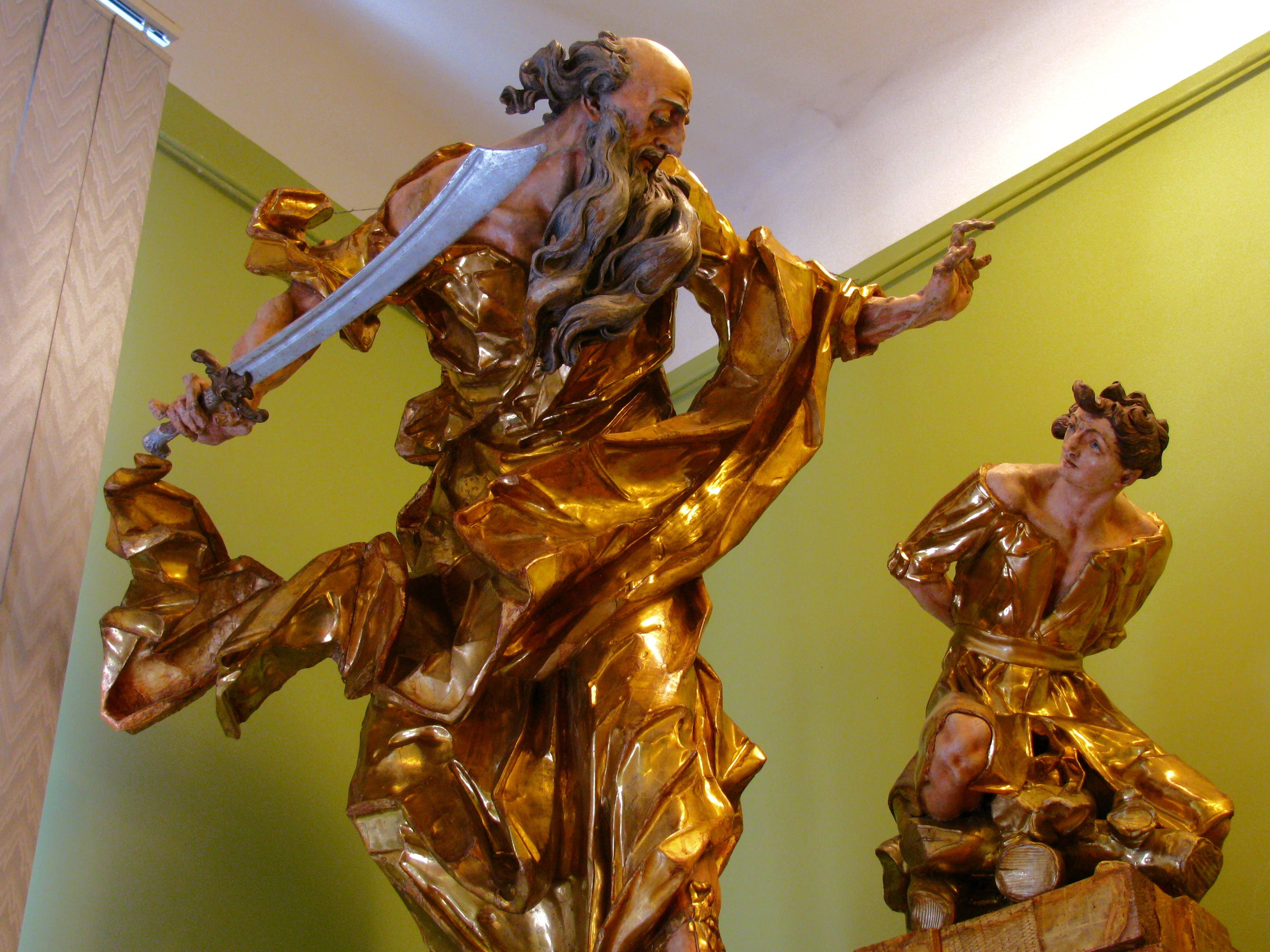
«Жертвоприношення Авраама»
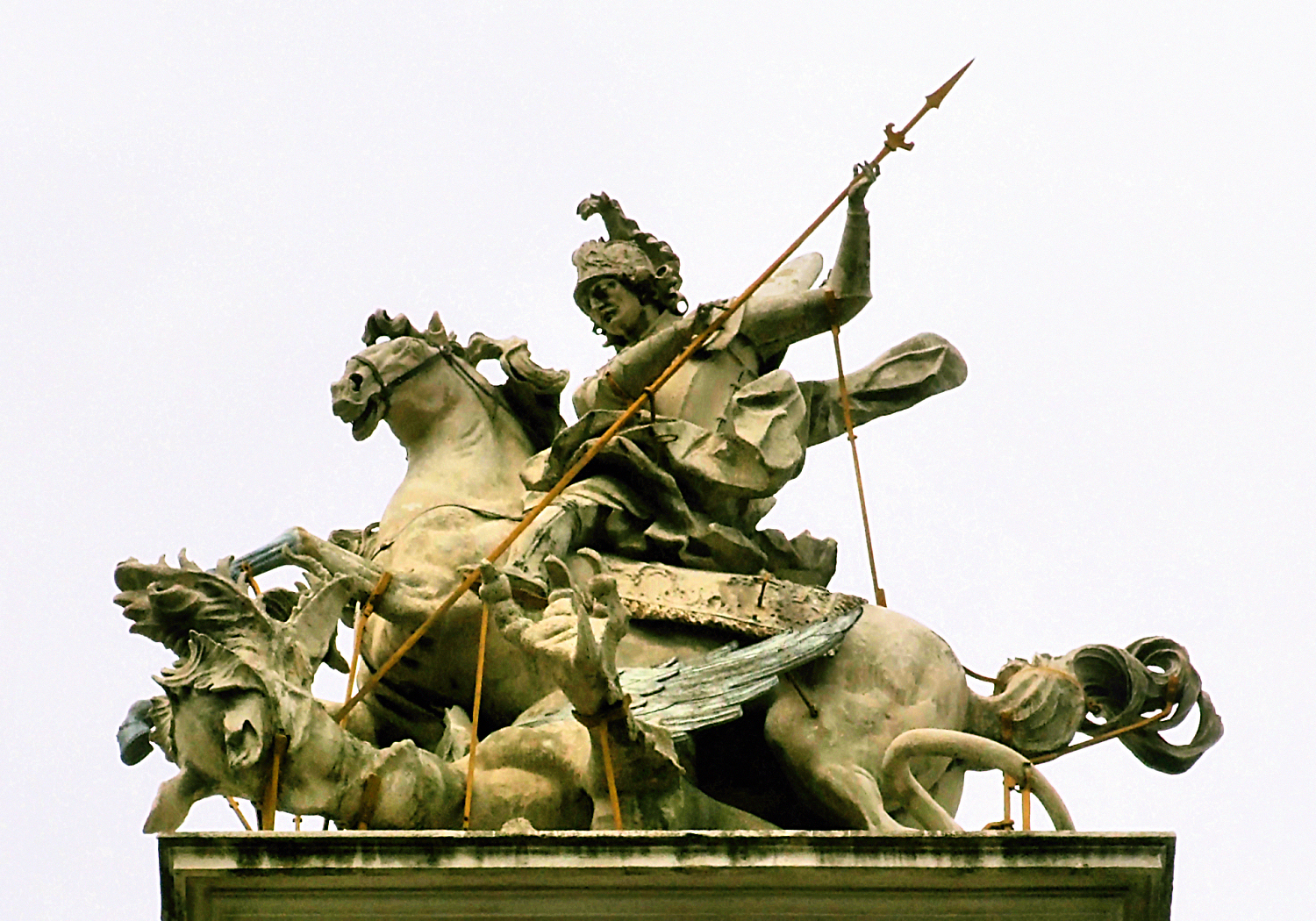
«Святий Юрій Змієборець»
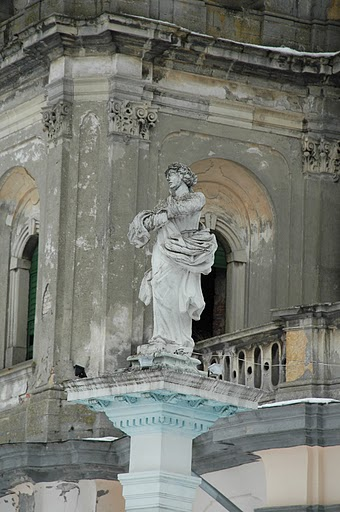
Колона зі статуєю Діви Марії в Городенці
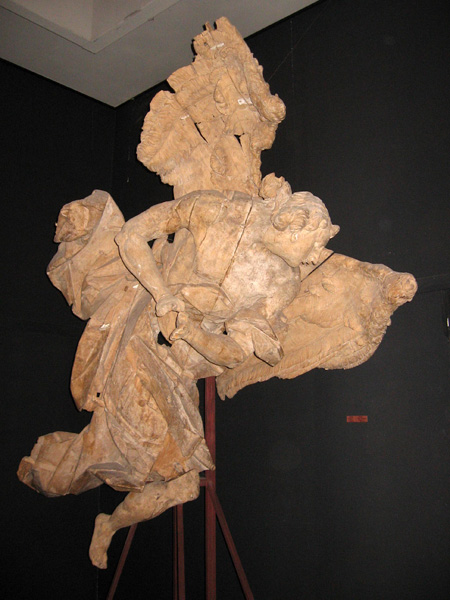
Ангел

## Світські монументи в Україні 19 ст

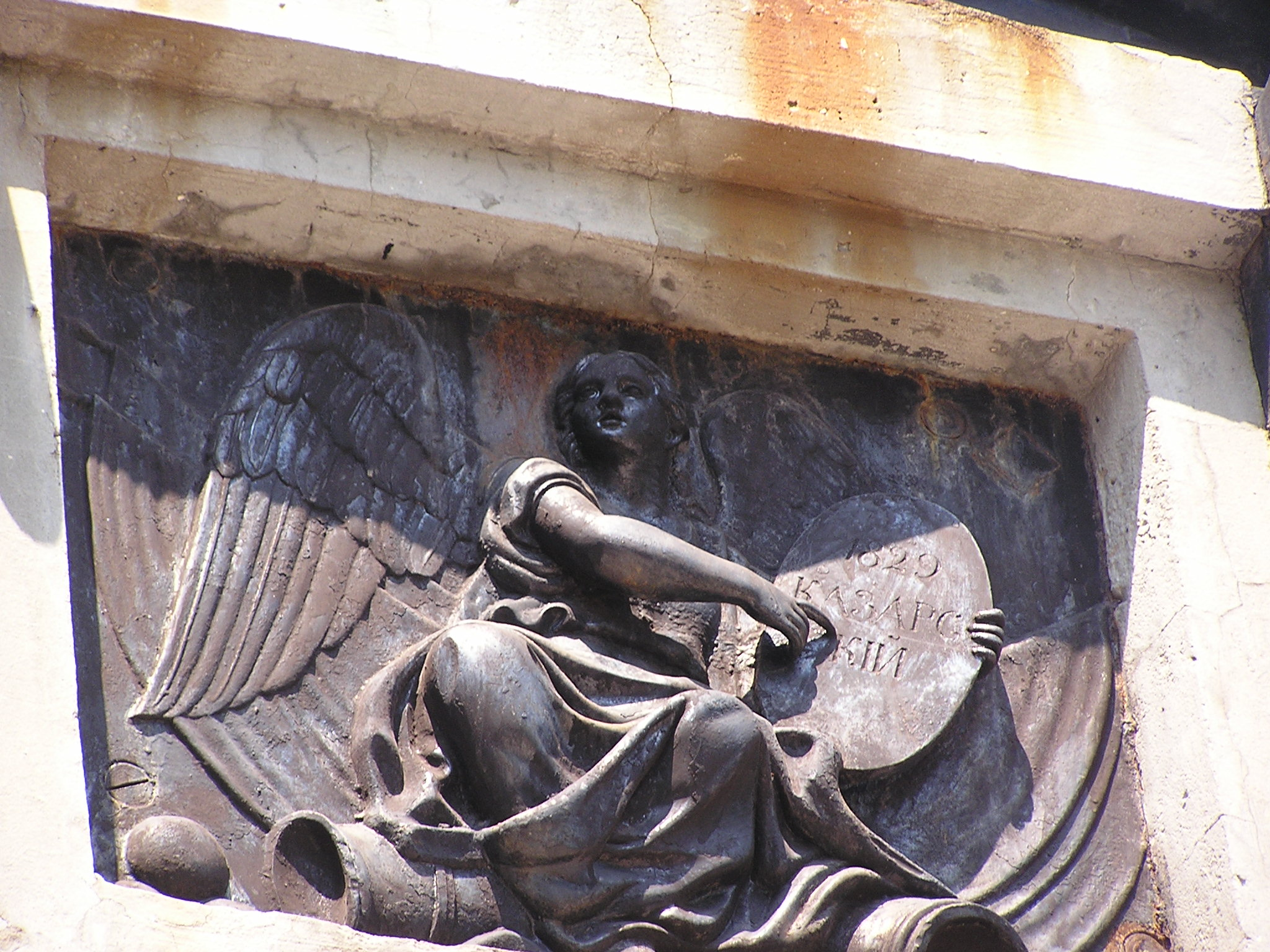
Богиня перемоги Ніка. Деталь монумента на честь Казарського
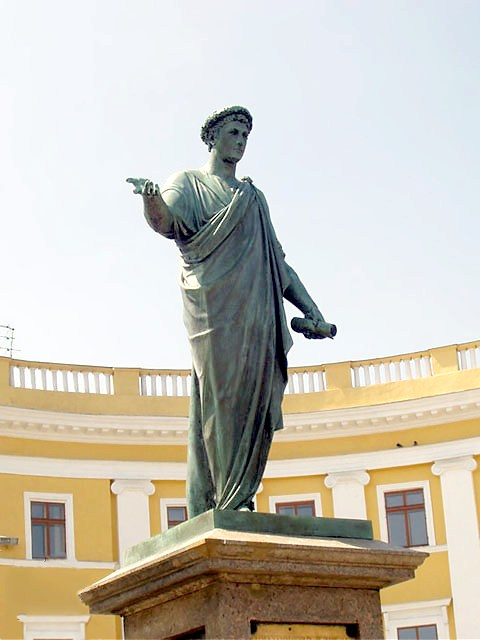
Ск. Мартос Іван Петрович. Пам'ятник дюку Рішельє в Одесі, 1828 р.
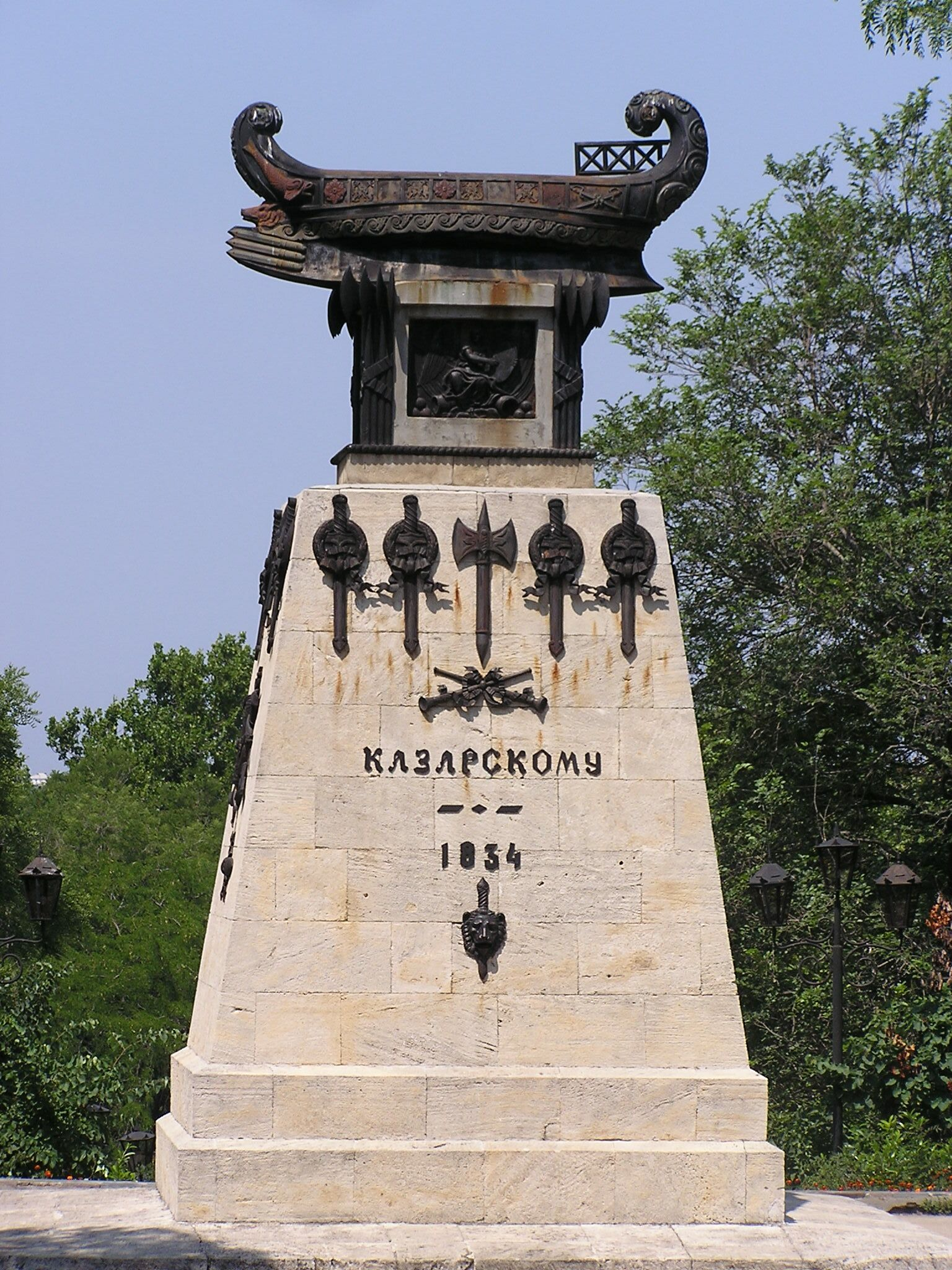
Монумент на честь Казарського, ( капітан-лейтенанта О.І. Казарського), 1839 р., Севастополь.
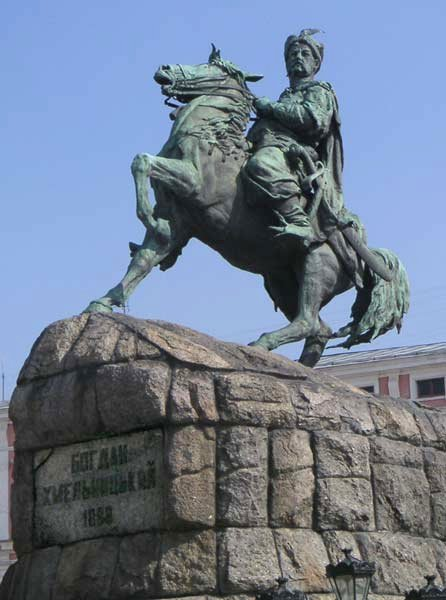
Ск. Микешин Михайло Йосипович. Пам'ятник Богданові Хмельницькому (Київ), 1888 р.

## Меморіальна скульптура в Україні 19 ст

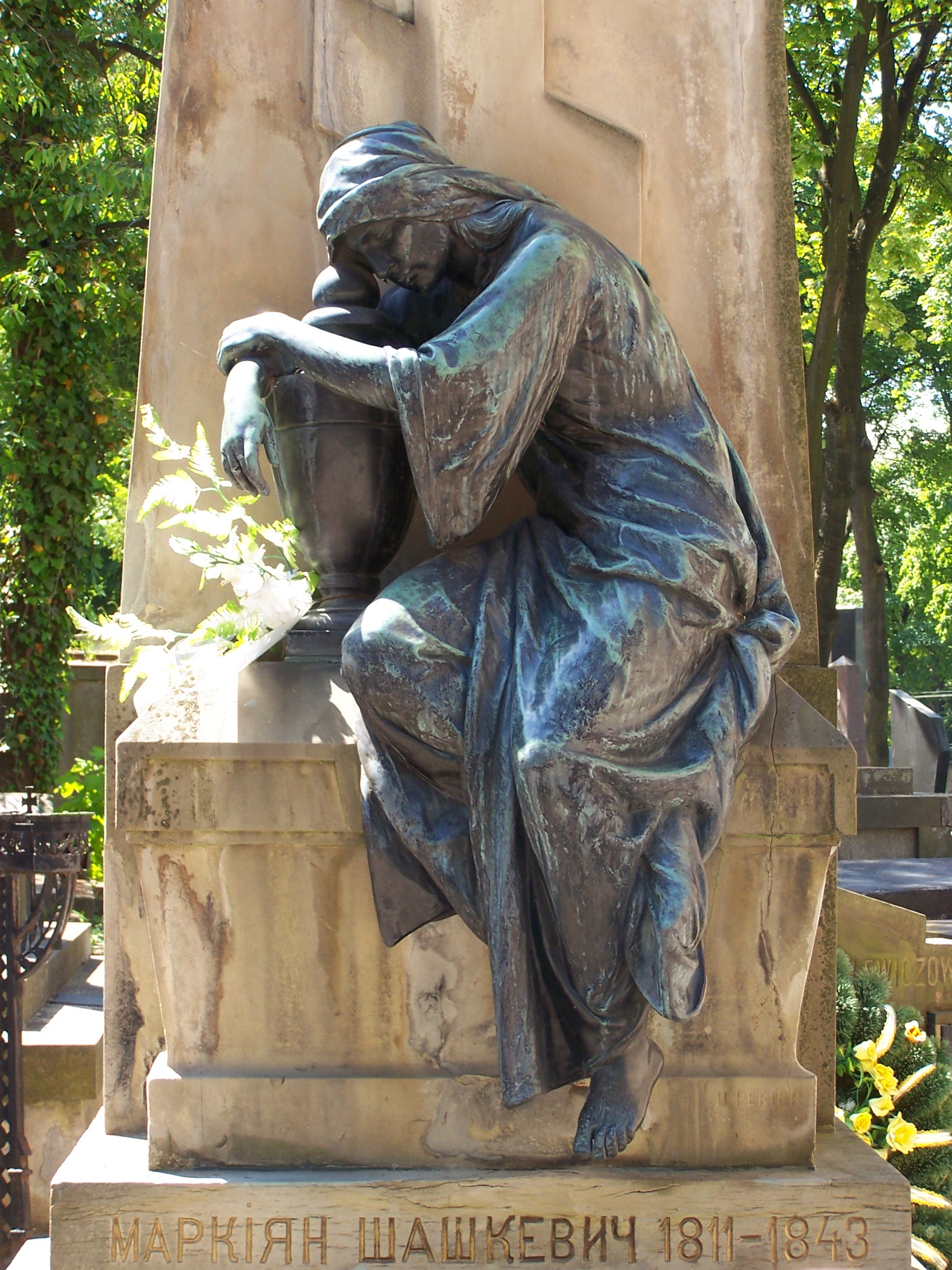
Надгробок Маркіяна Шашкевича. Львів
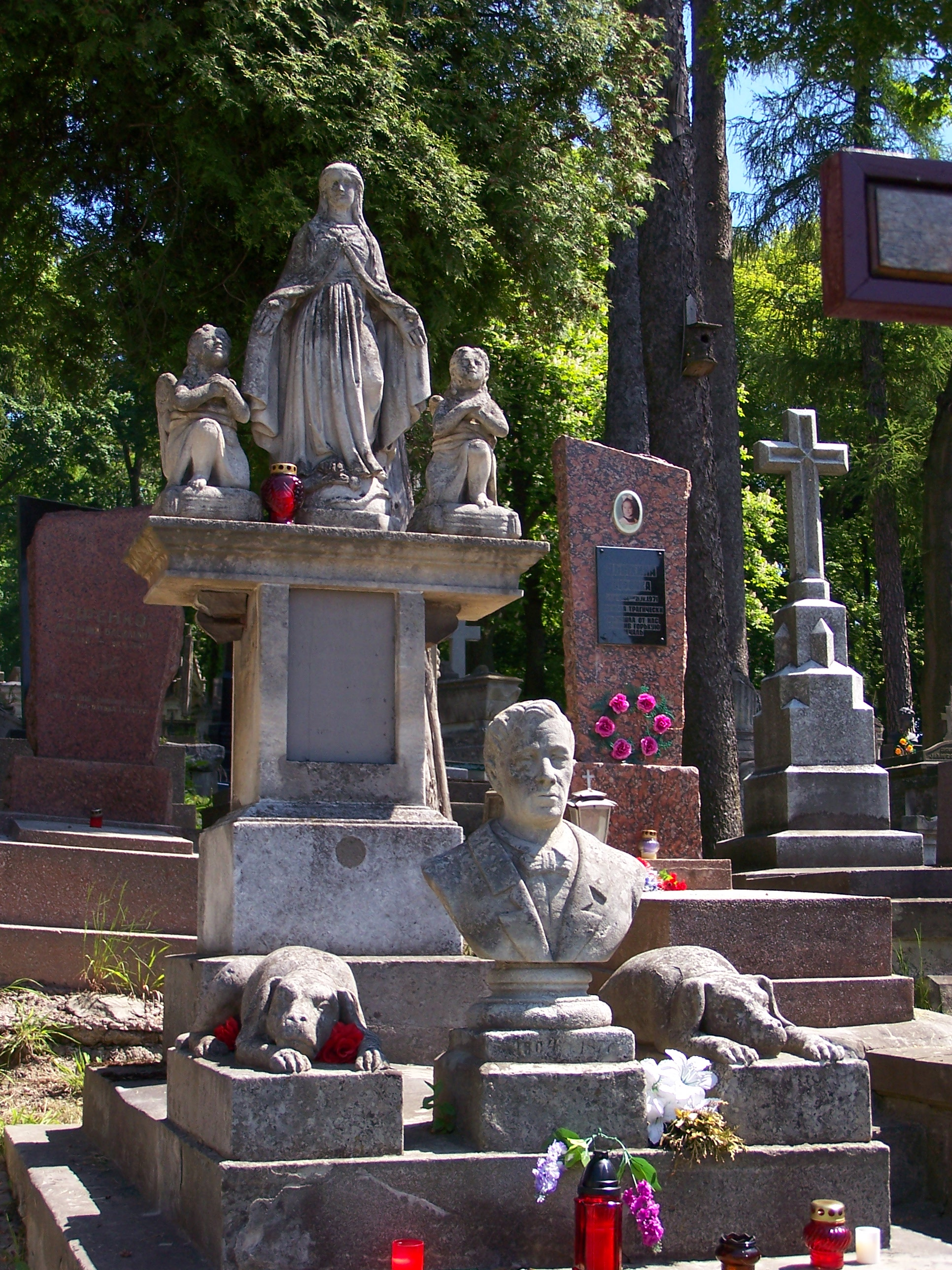
Надгробок Терези і Йосипа Івановичів.
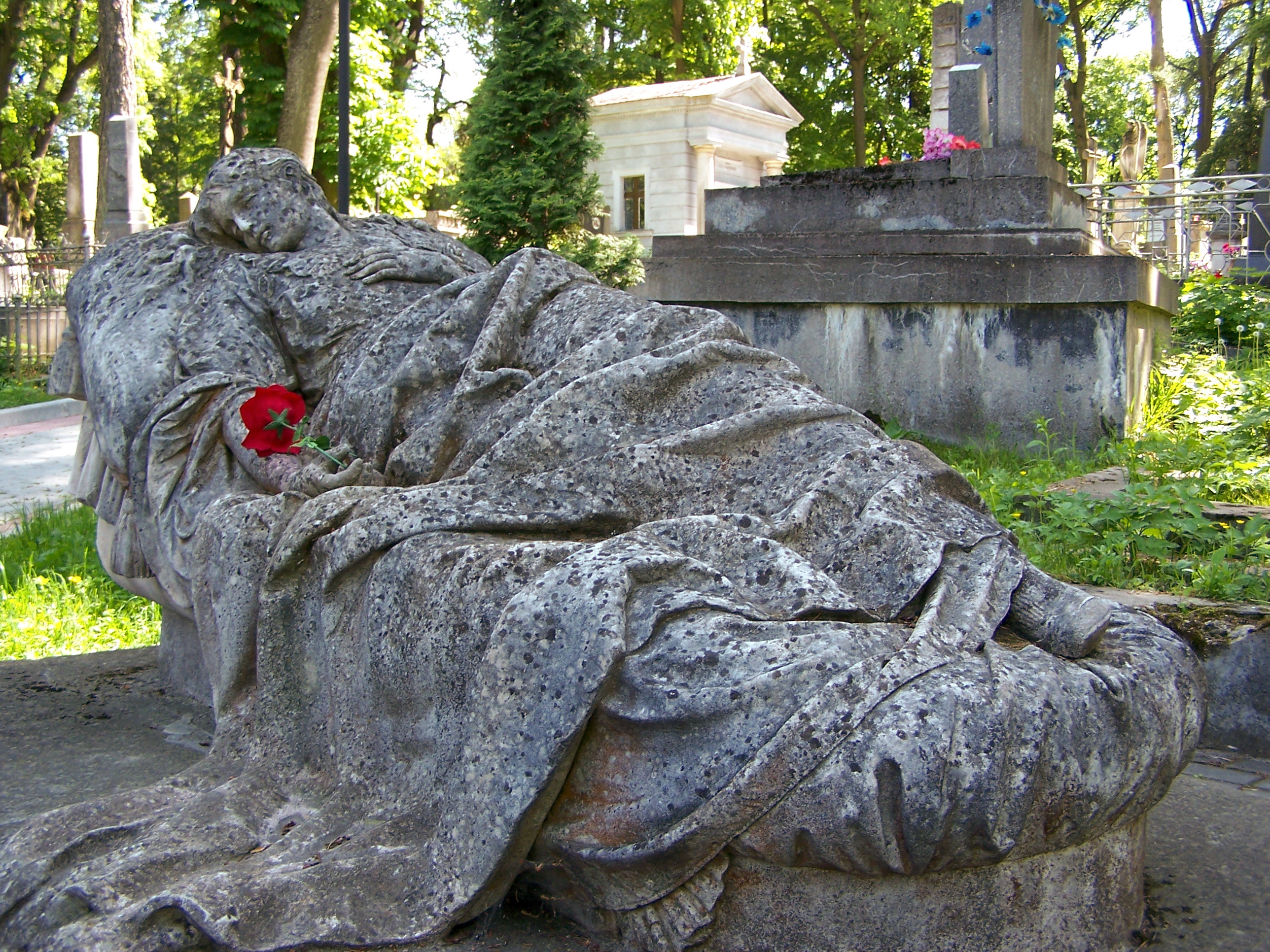
Ск. Юліян Марковський. Надгробок Йосефи Марковської. Личаківський цвинтар. Львів.
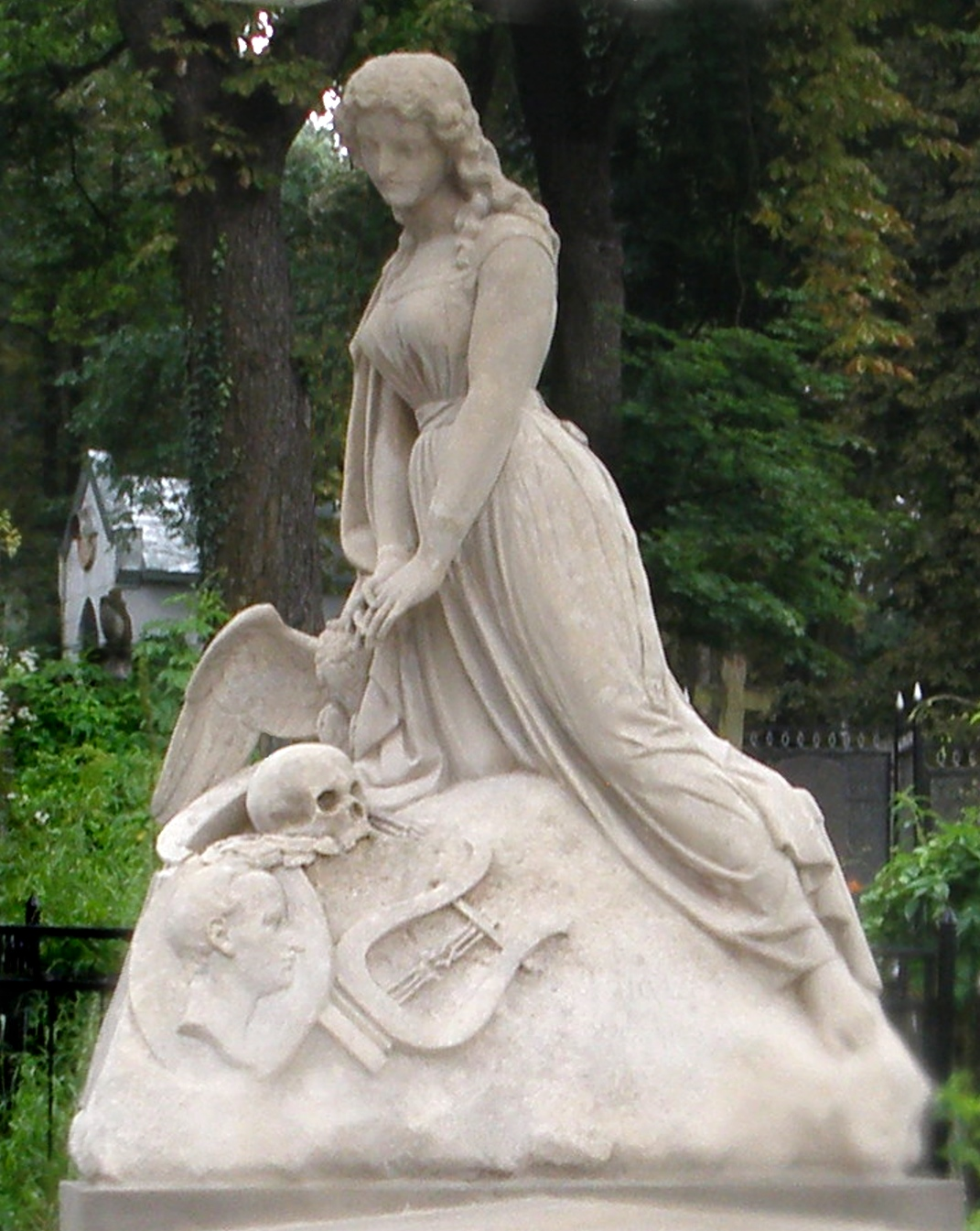
Надгробок художника Артура Ґроттґера. Личаківський  цвинтар, Львів
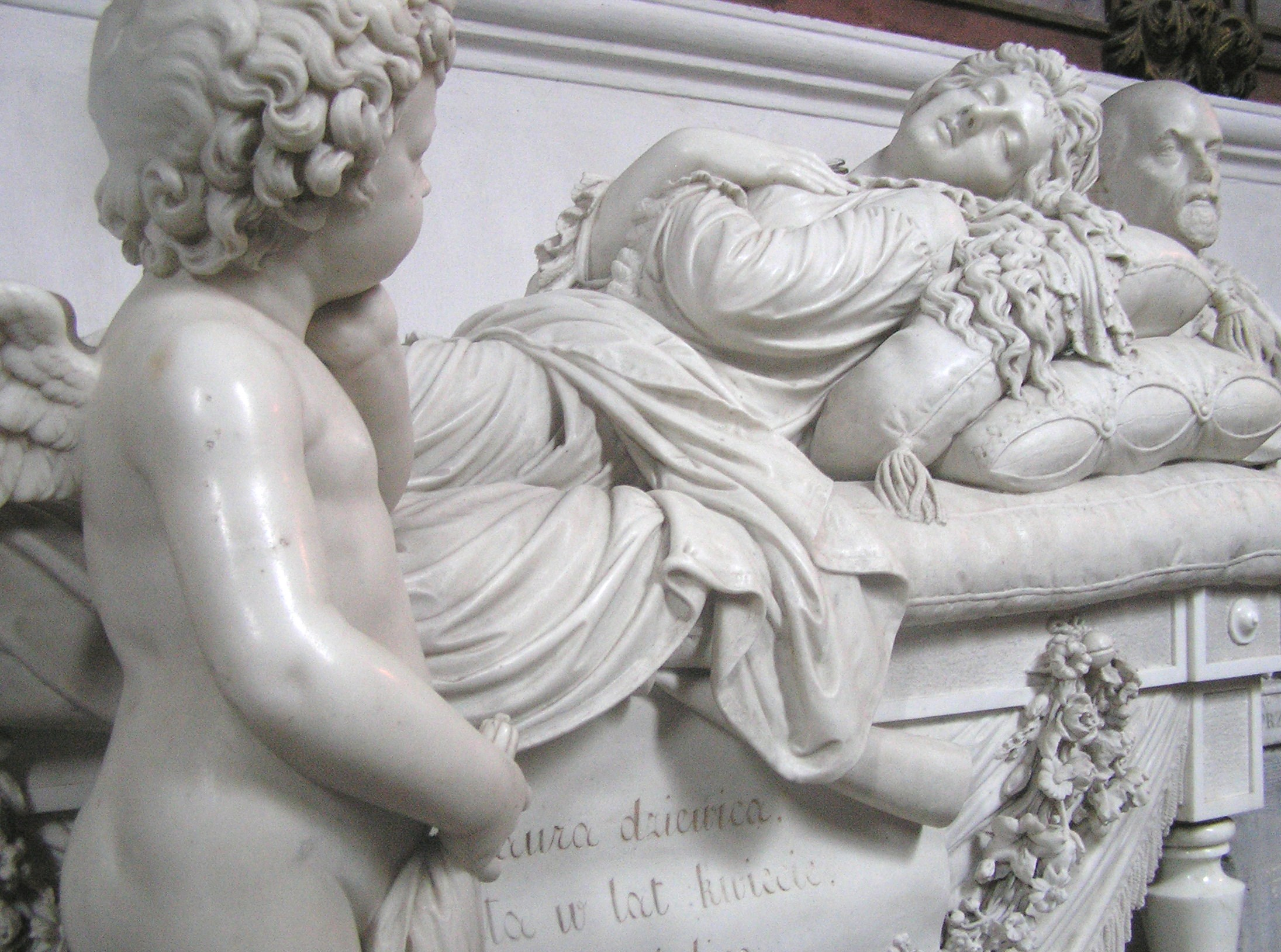
Надгробок Лаури Пшездецької
Надгробок Зінаїди Харитоненко, Суми.

В українській скульптурі кінця ХІХ ст., за висловом Д.Антоновича, панував еклектизм*. Пластичність класицизму відходила в минуле, на зміну йшов реалізм, що прагнув віддзеркалювати явища реального життя без помпезності та урочистості. Саме в такому стилі працювали скульптори Наддніпрянщини – М.Микешин, В.Беклемішев, Ф.Балавенський, М.Гаврилко, Л.Позен та Галичини – П.Війтович, Г.Кузневич, Р.Левандовський та ін.

## Українська скульптура першої половини 20 ст
Початок ХХ ст. ознаменувався новими пошуками і експериментами, які вимагали нових підходів і ідей. Творча трансформація торкнулася всіх видів мистецтва, так само і скульптури. Під впливом західних мистецьких шкіл формується плеяда українських скульпторів-модерністів – П. Війтович М. Гаврилко, В. Іщенко, М. Паращук та ін., витворам яких властиві контрастні світлотіньові ефекти та глибокий психологізм. Митцем-новатором світового масштабу безумовно є основоположник кубізму в скульптурі О.Архипенко, творчість якого мала великий вплив на розвиток модерністського мистецтва, у тому числі архітектури та дизайну в країнах Європи та Америки. Він збагатив мову пластики XX ст., змусивши порожній простір стати органічним і дуже виразним елементом композиції. Саме Архипенко почав експериментувати, створюючи форму з різноструктурних і рінофактурних матеріалів: скла, металу, картону, целулоїду. Запатентований О.Архипенком його винахід "Архіпентура", рухомий живопис зі змінним зображенням, що дістав назву від прізвища автора, має і в наш час широке використання - саме за цим принципом працюють сучасні рекламні бігборди. Цьому неперевершеному майстрові належать щедеври «Ступаюча жінка», «Жінка, яка зачісується» «Жінка і кіт» та інші твори. Основоположник конструктивізму В.Татлін, який власноручно виготовляв бандури і грав на них, після відвідин майстерні Пабло Пікассо в Парижі, побачивши експерименти основоположника кубізму, надихнувся новою ідеєю - створювати кольорові контр-рельєфи, своєрідний скульптуроживопис. Головним для художника стало чітке виявлення особливостей і характерних ознак матеріалів, що становлять композицію. Для створення макетів Вежі Татліна і орнітоптера Летатліна йому служили дерево, фанера, шпагат, жерсть і металеве кріплення. 

## Українська скульптура1946–1970рр.
Після знищення населенням України скульптури сталінської за перших днів німецької окупації 1941, радянський уряд почав відновлювати пам'ятники після перемоги над німцями, передусім Сталінові, щоб після XX з'їзду КПРС (1956) і боротьби проти «культу особи» знову їх знищити. Їх заступили нові: Леніна, діячів жовтневої революції та «героїв Радянського Союзу» і «героїв соціалістичної праці». Негативні риси урядової скульптури тієї доби згодом відзначала сама радянська критика, кладучи вину за них на «культ особи».
Найбільше розвинений жанр у скульптурі УССР повоєнної доби і досі — скульптурний портрет: масово продукувалися портрети «вождів» і «героїв», у яких «документально вірно» передавалися риси портретованих.
Більше індивідуальні портрети (головно діячів науки, культури, мистецтва) дали І. Шаповал (академіка М. Стражеска, 1949), О. Ковальов (академіка В. Філатова, 1952 і Б. Хмельницького, 1954), Е. Фрідман (академіка Л. Булаховського, 1962), Галина Кальченко (1958–1975 створила цілу галерею портретів письменників, музикантів і митців; цікавіші — Ванди Василевської, 1963, І. Кавалерідзе, 1967, Г. Косинки, 1969), М. Рябінін (Фіделя Кастро, 1967), І. Гончар (О. Гончара, 1949, М. Кривоноса, 1952), М. Лисенко (І. Мар'яненка, 1963), Я. Чайка (І. Айвазовського, 1954, А. Манастирського, 1959–1960), Галина Петрашевич (Н. Ужвій, 1947, О. Корнійчука, 1949, 1951), В. Власов (С. Крушельницької, 1960). Ювілейні портрети створили І. Севера (І.Франка, 1955), Л. Біганич (Лесі Українки, 1959, М. Заньковецької, 1962), І. Самотос (1969) і Г. Кальченко (1972; два останні — Г. Сковороди), Я. Чайка (В. Стефаника, 1971) та багато ін.
У ділянці монументальної скульптури створено чимало пам'ятників, насамперед воєнних і партійних діячів. Серед них — Миколі Щорсові в Києві (1954) роботи М. Лисенка, В. Бородая і М. Суходолова (схожий на відомі кондотьєрські пам'ятники Донателло і Вероккіо з доби ренесансу). Риси помпезності мають пам'ятники генералові Ватутіну в Києві (1948) Є. Вучетича і низка пам'ятників «двічі героям Радянського Союзу», що їх за окремим указом Верховної Ради будували у містах і селах України. До найкращих з мистецького погляду належать пам'ятники: О. Пушкіну (1962) і М. Лисенку (1965) у Києві О. Ковальова та модерніший Т. Г. Шевченкові у Москві (1964), створений групою скульпторів (М. Грицюк, А.Фуженко, Ю. Синькевич) та архітекторів (А. Сницарев і Ю. Чеканюк). Варто відзначити пам'ятник І. Франку перед Львівським Університетом роботи В. Борисенка, Д. Крвавича, Е. Миська, В. Одрехівського і Я. Чайки (1964). Ювілейні пам'ятники поставлено Т. Г. Шевченкові в Канаді в Палермо (1951, М. Вронського) і в Торонто (1961; М. Ковтуна), В. Стефаникові перед бібліотекою у Львові (1971, В. Сколоздри, архітект М. Вендзилович) і Л. Українці у Києві (1973, Г. Кальченко).
Окрему численну групу монументальної скульптури в Україні творили неперсональні пам'ятники і меморіальні ансамблі, присвячені історичним подіям, жертвам війни, ювілейним датам тощо (1971–1975 — понад 70), виконувані групами скульпторів і архітекторів, через що втрачалися індивідуальні прикмети окремих мистців.
У ділянці композиційної скульптури слід відзначити «Бокораша» В. Зноби (1957), «Олексу Довбуша» М. Рябініна і В. Сколоздри (1951), групову скульптуру «Перед боєм» з Б. Хмельницьким, М. Кривоносом й І. Богуном (О. Супрун і А. Білостоцького, 1954) та ін. Серед молодшої генерації українських мистців помітне було намагання модернізувати скульптуру, наприклад, праці Т. Бриж (серія до старослов'янської міфології: «Бог війни», «Бог землі, води», «Бог вогню», 1968–1970), Віри Шатух («Пам'ять», 1969), І. Чумака («Слово о полку Ігореві», 1966) та ін. на сучасні теми.
Чимало скульпторів працювали в пластиці малих форм, зокрема в майоліці і теракоті: Б. Довгань («Волошки», 1960), В. Клоков («Біля струмка», 1962), О. Рапай-Маркіш («Чорт на козі», 1965, «Весілля», 1968), Я. Ражба («Мавка», 1960, «Теофан Грек», 1970, «Дон Кіхот і Санчо», 1971), В. Трегубова («Одарка», «Карась», 1970), В. Шатух («Приятелі», 1957) та ін.
У 1970-х роках помітне відродження медальєрства в Україні (перша виставка медалей 1975 у Києві); серед ін. працювали у цій ділянці Г. Кальченко (медалі С. Гулака-Артемовського, Г. Сковороди, 1972; Л. Українки, 1974), Е. Мисько (І. Труша, 1969, О. Новаківського, В. Стефаника, 1972), О. Скобликов (М. Черемшини, 1974), І. Хотінок («До 700-річчя Данте Аліґ'єрі», 1965; «До 200-річчя від дня народження І. Котляревського», 1969), та ін.
Серед української еміграції у перші роки після війни через постійні переселенчі проблеми скульптура не мала тривалої бази для нормального розвитку; проте скульптори активно виявили себе за т. зв. «таборової доби», особливо на виставках у Мюнхені (1947) і Реґенсбурзі (1948): Г. Крук, С. Литвиненко, Б. Мухин, А. Павлось, М. Черешньовський, М. Дзиндра. Г. Крук залишився в Мюнхені і своїми Фігурними і портретними працями здобув визнання у німецьких мистецьких колах. У Берліні працював В. Масютин, один з найяскравіших представників національного мистецтва (залишив серію медалей-рельєфів українських історичних постатей, бюсти гетьманів та сучасників). Усі інші, названі вище, у 1948–1950 виїхали до США.

### В еміграції
У США, у Нью-Йорку, жив О. Архипенко (1923–1964), засновник модерної світової скульптури. Він шукав «праформи» у творах, доведених до максимальної простоти, до гри площ і ліній, опуклостей і вглиблень, як і кольорів, які він використовував у скульптурі, що межувала з абстракцією. Він творив і реальний портрет (портрети-пам'ятники Т. Шевченкові й І. Франкові в Парку народів у Клівленді, портрети українських діячів). На початку 1950-х років Архипенко виставляв у Німеччині, Італії, Швейцарії; 1969 музей Родена в Парижі влаштував ретроспективну посмертну виставку його творів, яку згодом перебрав Смітсонський музей у Вашингтоні.
З 1948–1950 у Нью-Йорку працювали: С. Литвиненко, що дав цілу галерею скульптурних портретів сучасників, низку фігурних композицій і пам'ятників; М. Черешньовський, що до скульптури прийшов від дерев'яної різьби, досконалість якої характеристична для його творів (портрети, композиції, пам'ятники Л. Українки у Клівленді і Торонто).
У Філадельфії працював О. Капшученко, автор невеликих груп реалістичних фігур, здебільша типів сучасного міста, часто з соціалістичним забарвленням і гумористичним теплим ставленням до людини.
Модерного вислову надавали своїй скульптурі, ґрунтуючися на фолкльорі і мітології, керамістка С. Ґеруляк у Нью-Йорку і Г. Пецух у Польщі.
У ділянці скульптурного портрета працювали О. Лятуринська, Ф. Ємець (Каракас, Венесуела), В. Сім'янців (США), К. Бульдин (Буенос-Айрес).
На відомого скульптора Канади вибився Л. Молодожанин (Лео Мол) (між його творами — портрети церковних і державних діячів Європи, Канади, США і Ватикану, пам'ятники Шевченкові у Вашингтоні і Буенос-Айресі).
У ділянці абстрактної скульптури у США і Канаді працювали К. Мілонадіс (кінетична скульпртура.), М. Урбан, Михайло Дзиндра, М. Гуненко, Микола Голодик,, В. Палійчук, В. Баляс, І. Букоємська, Р. Коваль, М. Бентов, І.Осадца, А. Перейма, Р. Костинюк, Е. Зеленак, П. Колісник та ін. молодші. У їх творчості відчутні різні сучасні стилі, від конструктивістичного до експресіоністичного. Деякі з названих мистців викладали в американських вищих мистецьких школах.
Окрему важливу для української скульптури роль відіграє  Михайло Дзиндра, який у середині 90-х років минулого століття перевозить майже всі свої скульптури з США до України, та будує  єдиний в Україні музей модерної скульптури. Концепція творчості Дзиндри базується на осмисленні простору через простоту та символічність форми, відмові від достовірного відтворення об'єкту, на користь архаїки та абстракції. Роботи скульптора гармонічно вписуються як в музейний, так і міський простір, без залучення історії,яку найчастіше фіксували в українській скульптурі  останніх 70 років.
Євген Прокопов — видатний український і американський скульптор, автор знакових пам'ятників в Україні та за кордоном, Заслужений художник України (1989), член Національної спілки художників України та Міжнародного центру скульптури. Народився 1950 року в Києві, закінчив Київський художній інститут, аспірантуру Академії мистецтв СРСР. З 1998 року живе у США, представляючи українську діаспору.
Працює в монументальній та станковій скульптурі, використовуючи бронзу, алюміній, камінь, дзеркальну поліровану сталь. Відомий інноваційними техніками, такими як поєднання декількох часових шарів у «Біблейському циклі».
З 1990-х років перейшов до метафоричної скульптури з філософськими темами: людське буття, материнство, любов. Його роботи відзначаються лаконічною формою, авангардними техніками та символізмом.
Серед відомих робіт: пам'ятники Тарасу Шевченку в Києві, патріарху Йосифу Сліпому в Чикаго, Героям Небесної сотні в Блумінґдейлі, скульптури «Єдність віри» в Німеччині, «Оплакування» в Тернополі, «До Перемоги!» в Тайбеї.
Прокопов провів понад 20 персональних виставок, його твори зберігаються в музеях України, США, Данії та інших країн.

## Твори Івана Кавалерідзе

Григорій Сковорода, Лохвиця, Полтавщина.
Пам'ятник Тарасу Шевченку, Полтава.

## Монументи жертвам Голодомору

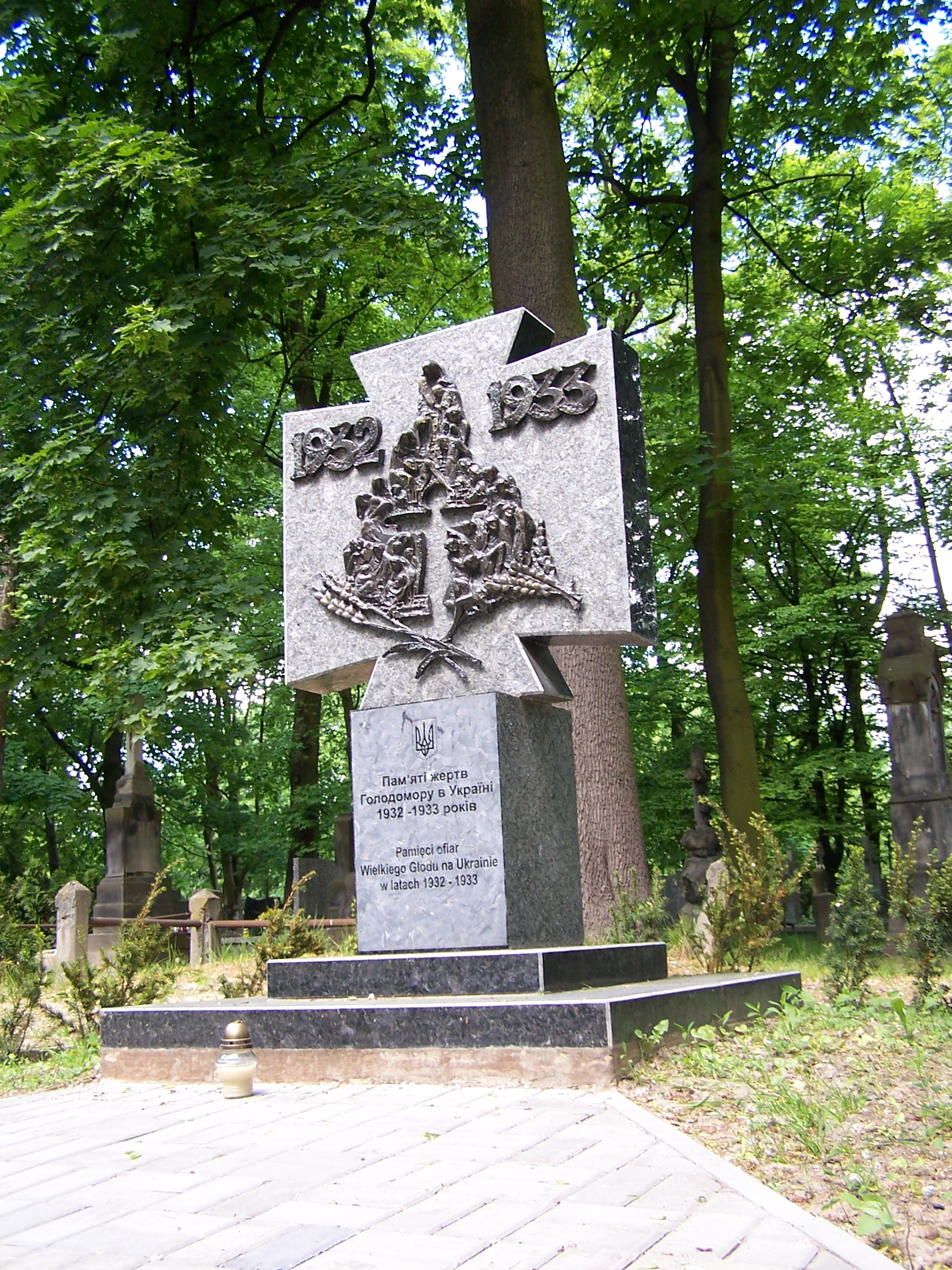
Пам’ятник Жертвам Голодомору, скульптор Геннадій Єршов, Варшава
Меморіал Жертвам Голодомору, Ромни
Пам’ятник Жертвам Голодомору, Суми
Меморіал Жертвам Голодомору, Харків
Пам’ятник Жертвам Голодомору, Одеса

## Монументи загиблим в Афганістані

Пам’ятник загиблим воїнам-афганцям, Луганськ.
Пам’ятник загиблим, Чернігів

## Меморіальна скульптура

Епітафія родини Боїм, Львів.
Ск. Мазур Богдан Миколайович. Надгробок В. Чорноволу, Байкове кладовище, Київ.
Каплиця на спомин жертв сталінських репресій в Україні і пам'ятник зруйнованим храмам, місто Черкаси.
Ігор Гречаник. Меморіальна дошка Артему Веделю, композитору, Київ.
Прилуки. «Свята Трійця».
Меморіальна дошка поетові Володимиру Свідзінському у м. Харків, спаленому живцем.
Ск. Мазур Богдан Миколайович." Гетьмани. Молитва за Україну." Батурин
Ск. Геннадій Єршов. Пам'ятник зблизька. «Гетьман Мазепа», Чернігів

## Скульптури жарти

Ск. Роман Блажко. Студент програміст, Харків
Еллочка-людоїдка за твором Ільфа і Петрова «Дванадцять стільців», Харків

## Обрані твори (галерея)

Музика М.Лисенка Харків.

Бородай Василь Захарович. Пам'ятний знак на честь заснування міста Києва (1982)
Цісарик Володимир Орестович. Пам'ятник Леопольду фон Захер-Мазоху
Козак Переможець, Київ.
Ск. Коломієць Інна Антонівна. «Пам'ятник М. Березовському», Глухів, бронза 1995
Царичанка, Дніпропетровська область. Монумент загиблим чорнобильцям